# شركة لينكولن للسيارات
لينكولن للسيارات (بالإنجليزية: Lincoln Motor Company) المعروفة أيضا باسم لينكولن (Lincoln) وتلفظ لينكن [lˈɪnkən]، هي شركة تابعة لشركة فورد للسيارات، والتي تبيع السيارات الفاخرة تحت العلامة التجارية لينكولن. تأسّست شركة لينكولن في عام 1917 من قبل هنري إم ليلاند، وهي شركة تابعة لشركة فورد منذ عام 1922. وفي الوقت الذي تباع فيه فورد حاليا في أمريكا الشمالية بشكل رئيسي، قدمت ماركة لينكولن إلى الصين في عام 2014. كما تباع سيارات لينكولن رسميا في الشرق الأوسط وكوريا الجنوبية.
إنتاج لينكولن الحالي في أمريكا الشمالية يتكون طرازين، هما سيارتي سيدان ( كونتيننتال و مكز ) وثلاثة سيارات كروس أوفر (MKC ، MKT ، لينكولن MKX)، وسيارة رياضية متعددة الأغراض ( نافيغيتور / نافيغاتور L ). لينكولن أيضا تبيع سيارتين خصيصا للاستخدام الليموزين.

## التاريخ

### السنوات الأولى (1917-1930)
تأسست شركة لينكولن موتور في أغسطس 1917 على يدهنري ليلاند وابنه ويلفريد. من بين مؤسسي كاديلاك ، باع ليلاند الشركة لشركة جنرال موتورز في عام 1909 ؛ بقي في منصب تنفيذي ، غادر في عام 1917 بسبب نزاع مع رئيس جنرال موتورز ويليام ديورانت بشأن إنتاج الحرب.
عين ليلاند شركة لينكولن موتور بعد أبراهام لنكولن ، مشيرًا إلى أن لينكولن كان أول رئيس صوت له على الإطلاق (1864).  تم تمويل الشركة من خلال تأمين عقد بقيمة 10 ملايين دولار لمحركات الطائرات Liberty V12 . بدأ Lelands حجر الأساس في مصنع شركة Lincoln Motor Company في ديترويت. عملت شركة لينكولن موتور كنقطة تجميع نهائية للمحركات ، حيث قامت الشركة بتأمين الأجزاء من الشركات المصنعة الأخرى ؛ تم إنتاج الأسطوانات بواسطة شركة Ford ، وتم الحصول على أجزاء أخرى من Buick و Cadillac و Marmon و Packard .:4:163–164
إجمالاً ، ستقوم شركة لينكولن موتور بتجميع 6500 محرك Liberty V12 مع نهاية الحرب العالمية الأولى. بحلول نهاية الحرب ، سيوظف لينكولن 6000 عامل.
في 26 يناير 1920 ، أعيد تنظيم شركة لينكولن موتور كشركة مصنعة للسيارات ، وأعدت تجهيز مصنعها في ديترويت لإنتاج السيارات.  في 16 سبتمبر 1920 ، أنتجت شركة لينكولن موتور أول سيارة لها ، لينكولن موديل إل .
واجهت شركة لينكولن موتور صعوبة في التحول من الإنتاج العسكري إلى إنتاج السيارات ، حيث اضطر بعض العملاء إلى الانتظار لمدة عام تقريبًا حتى تكتمل مركباتهم من وقت الشراء.  بحلول عام 1922 ، كانت الشركة على وشك الإفلاس وتم وضعها في الحراسة القضائية.
تحت تأثير Edsel Ford ، تم شراء شركة لينكولن موتور من قبل هنري فورد مقابل 8 ملايين دولار  في 4 فبراير 1922.  بينما تم تقييم لينكولن بمبلغ 16 مليون دولار ، كان العطاء بقيمة 5 ملايين دولار من فورد هو العطاء الوحيد الذي تم استلامه الشركة (تجبر المحكمة على زيادتها).

#### تم الشراء من قبل شركة فورد موتور
بعد شراء شركة Ford Motor Company لشركة Lincoln Motor Company ، ظل هنري وويلفريد ليلاند في الشركة ، مع إعطاء Edsel Ford المسؤولية عنها. بينما سعت شركة فورد لتوسيع نطاق طرازها إلى ما بعد Ford Model T ، كان لشراء لينكولن درجة من القيمة الشخصية ، حيث طور مالكو لينكولن شركة سيارات من تلك التي اضطر هنري فورد منها. في عام 1902 ، قامت مجموعة من المستثمرين (بقيادة ليلاند)  بإجبار هنري فورد على ترك شركته الثانية ، شركة هنري فورد .أعيد تنظيم الشركة باسم كاديلاك (اشتق اسمها من مؤسس ديترويت). باستثناء المحرك ، فورد موديل 1903 و 1903تشترك كاديلاك موديل A في نفس التصميم تقريبًا.
قبل إدخال نموذج T، تصميم فورد العديد من السيارات الأعلى سعرا، بما في ذلك 1904 Ford نموذج B ، عام 1905 نموذج فورد F ، و1906 فورد موديل K . بعد تنظيمها في عام 1908 ، بدأت جنرال موتورز في التوسع السريع لعلاماتها التجارية للسيارات. بحلول عام 1920 ، سيفوق عدد جنرال موتورز عدد فورد بخمسة إلى واحد. أدى شراء لينكولن إلى إنشاء علامة تجارية مستقلة للسيارات الفاخرة لفورد كما فعلت كاديلاك مع جنرال موتورز.
في غضون الأشهر القليلة الأولى ، بدأت العلاقات بين شركة Ford Motor Company وإدارة لينكولن في الانهيار ؛ في 10 يونيو 1922 ، أُجبر اللاندس على الاستقالة. عندما بدأ Edsel Ford بأداء دور أكبر في إدارة لينكولن ، تم إجراء تغييرات متعددة على كل من الطراز L وإنتاجه. تمت إعادة تصميم مصنع لينكولن وتوسيعه (إلى ما يقرب من 1،000،000 قدم مربع) ، مع ترقية مكونات المحرك لزيادة الموثوقية والأداء.
عند تقديمه ، اكتسب طراز لينكولن L سمعة طيبة في التصميم المحافظ (إلى حد عفا عليه الزمن).  كرد فعل ، قدم إيدسل فورد الموديل L لعام 1923 في شكل مخصص للجسم مباشرة من لينكولن.  تماشيًا مع Duesenberg أو Rolls-Royce ، يمكن للعملاء أيضًا شراء طراز L بهيكل هيكل السيارة.
في عام 1923 ، أنتج لينكولن 7875 سيارة (ما يقرب من 45٪ أعلى من عام 1922). بعد الكفاح من أجل تسليم السيارات قبل عام 1922 ، كان لينكولن يعمل بربح بحلول نهاية عام 1923.
في عام 1924 ، أصبحت سيارة لينكولن موديل L أول سيارة ليموزين تابعة للدولة يستخدمها رئيس أمريكي على أساس رسمي ، وتم توفيرها لكالفين كوليدج.

بحلول عام 1930 ، كان لينكولن قد نجح في عقد واحد فقط فيما استغرقه المنافسون الرئيسيون 30 عامًا. بصفته منافسًا مباشرًا لكاديلاك ، أصبح الطراز L مساويًا للسيارات من العلامات التجارية الأمريكية المعروفة بما في ذلك Duesenberg و Marmon و Packard و Peerless و Pierce-Arrow .

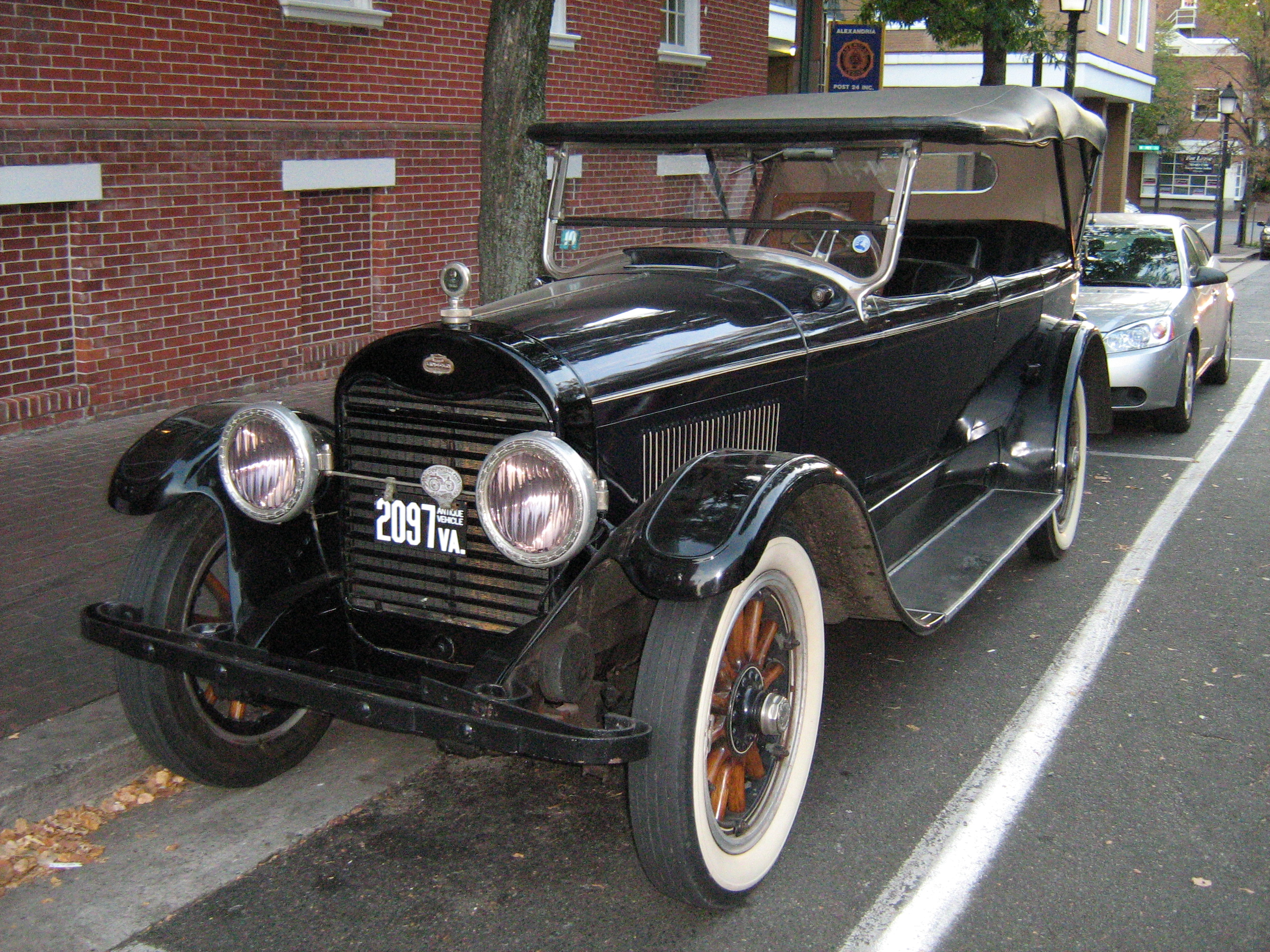
1922 Lincoln Model L touring sedan
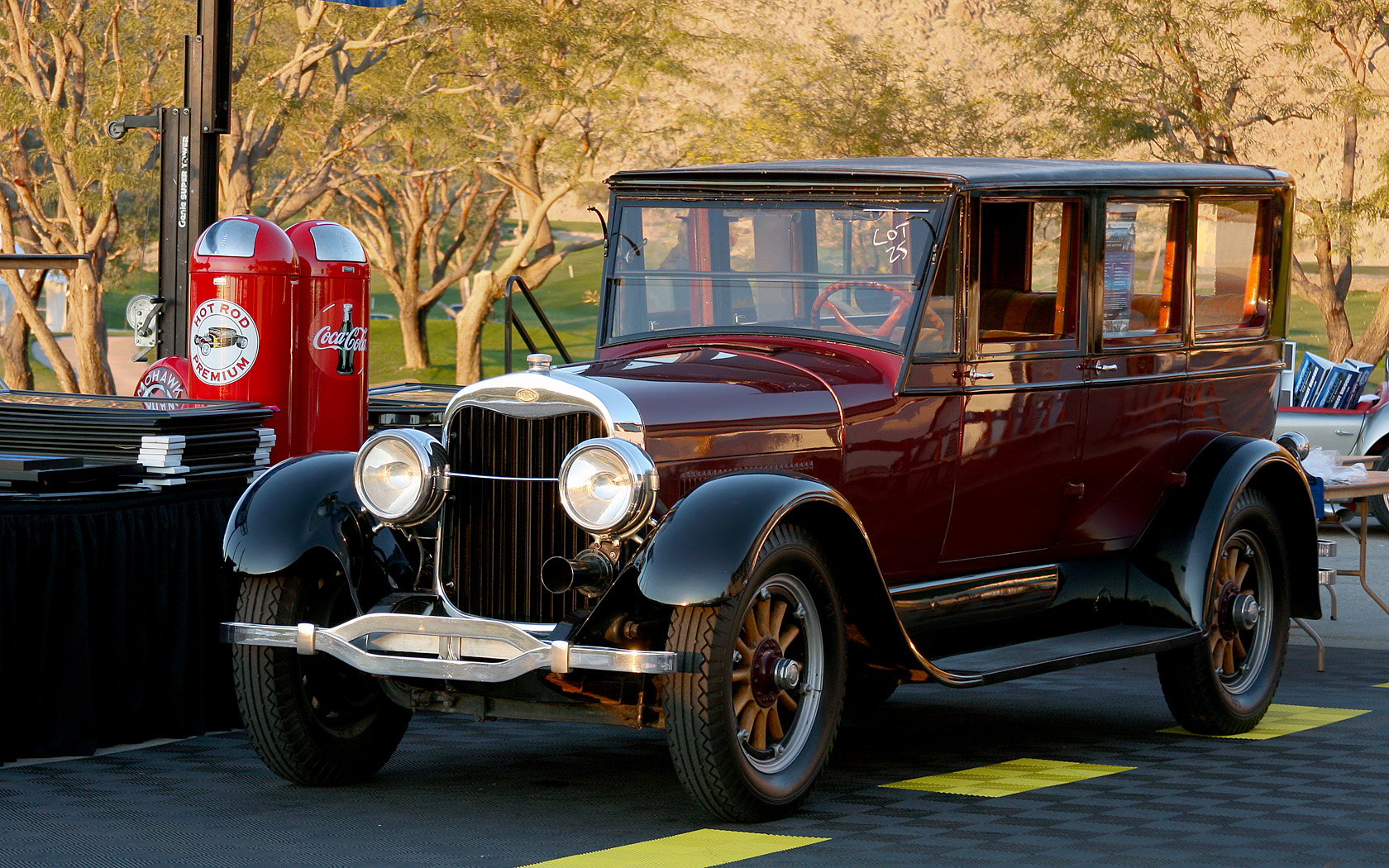
1925 Lincoln Model L sedan (of غريتا غاربو)
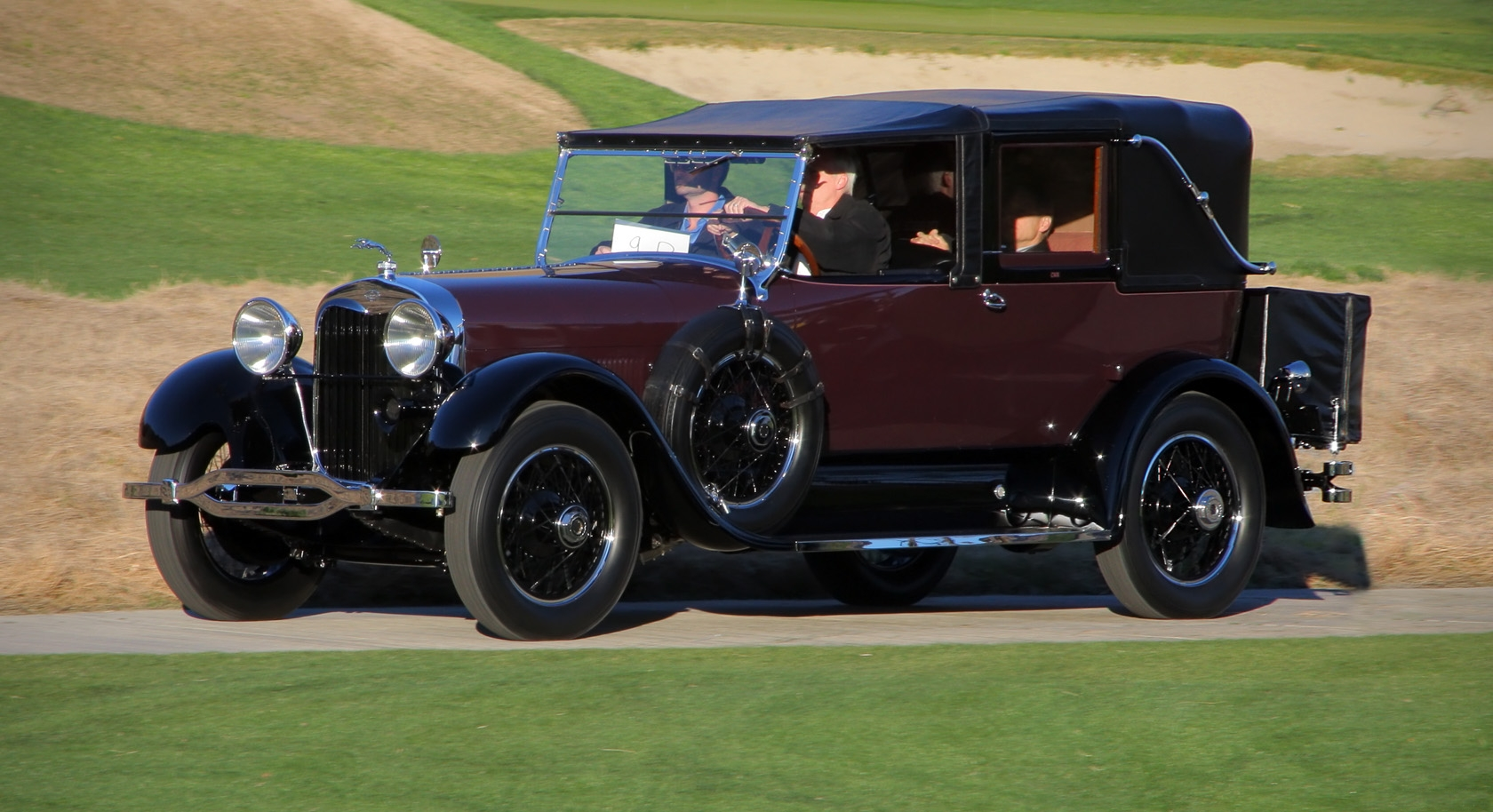
1926 Lincoln Model L town car
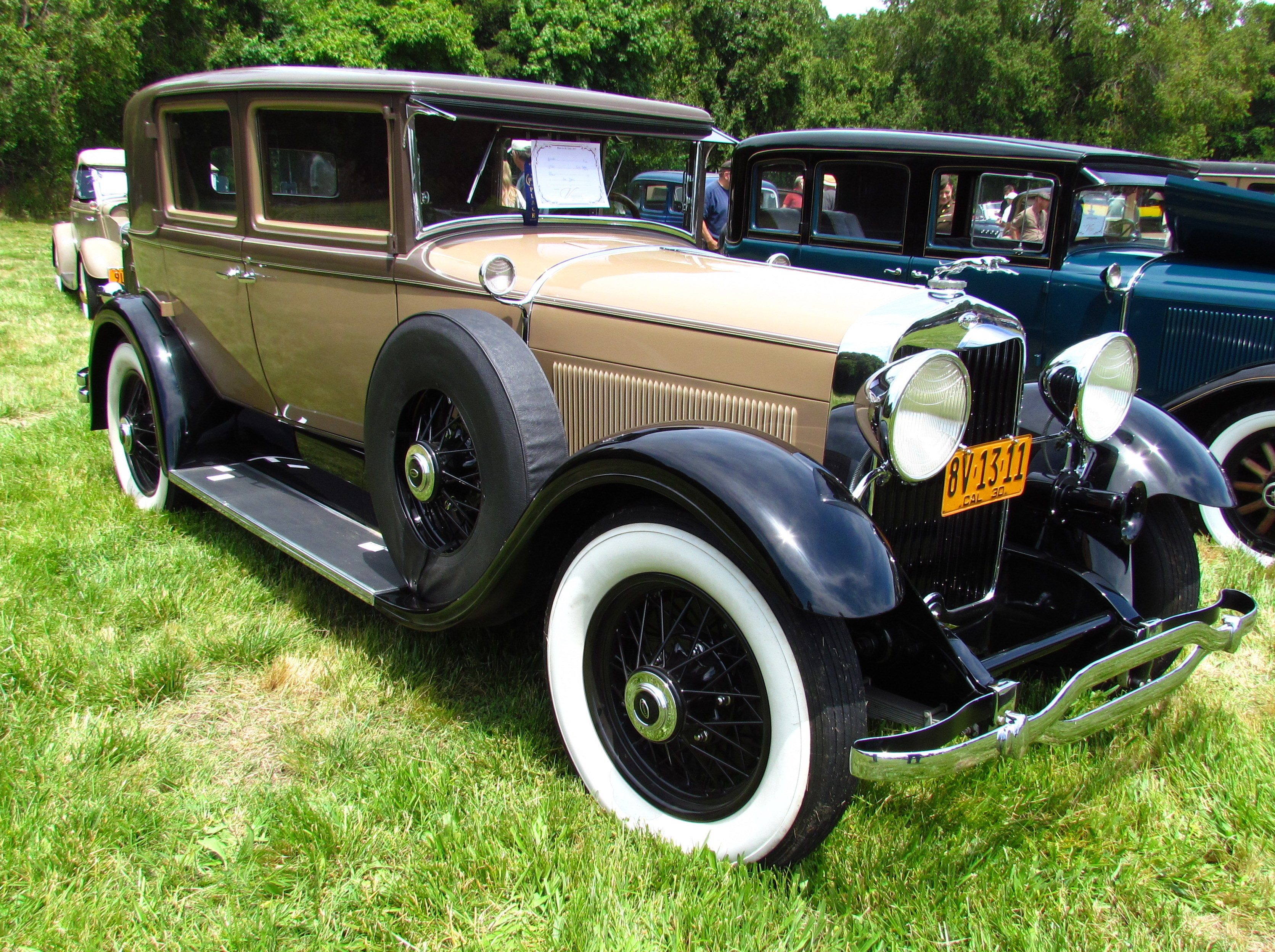
1930 Lincoln Model L sedan

### الثلاثينيات
أثناء إنتاج الطراز L ، لم يعتمد لينكولن ممارسات صناعة السيارات الأمريكية الشائعة لتغييرات الطراز السنوية. في حين أن الشركة قد أجرت مراجعات وترقيات طفيفة على خط الطراز للشاسيه ومجموعة نقل الحركة ، فقد تم ترك الجسم بمفرده إلى حد كبير على مدار 10 سنوات من الإنتاج. وجدت لينكولن أن مصلحة العملاء قد تم استيعابها من خلال شراء العديد من سيارات لينكولن (أو غيرها من السيارات الفاخرة) في أنماط هيكل مختلفة ؛ نظرًا لأن العديد من لينكولن تم تصنيعها حسب الطلب من المصنع أو من المباني ، فإن تغييرات التصميم السنوية لن تستوعب بشكل صحيح قاعدة عملائها.
لنموذج عام 1931، تم استبدال نموذج L من قبل لينكولن نموذج K . تصميم جديد كليًا (على شاشة أطول وأقل) ، ترقيات للمكربن والمكابح والتعليق. K قدم طراز التنافس مع كاديلاك 355 ، وكرايسلر إمبريال ، ودوزينبيرج موديل جي ، وباكارد إيت ، عرض الطراز K كلاً من هياكل مصممة في المصنع وتصميمات مركبة.
في عام 1932 ، قدمت لينكولن أول محرك «متعدد الأسطوانات» ، حيث قدمت محرك V12 للطراز K. وفي العام التالي ، تم إيقاف تشغيل محرك V8 ، مما جعل لينكولن أول مصنع في العالم ينتج سيارات حصريًا بمحركات V12.
بالنسبة لعام 1935 ، كان سعر لينكولن متصاعدًا. أثناء الحد من المبيعات ، تزيد هذه الخطوة من الربحية لكل مركبة ؛ بسعر يزيد عن 4000 دولار (لهيكل مصنع) ، تنافس الطراز K ضد Rolls-Royce Phantom II و Duesenberg Model J و Cadillac V-12 (و V-16 ).
طغت سيارة لينكولن زفير إلى حد كبير ، وتم تجميع الطراز K النهائي خلال عام 1939. وحتى يومنا هذا ، لم تقم الشركة بتطوير خليفة مباشر لخط الطراز.

#### لينكولن زفير (1936)
خلال ثلاثينيات القرن الماضي ، توسع لينكولن ليشمل خطين نموذجيين لأول مرة. بالتزامن مع التحول في مركز السوق للطراز K ، قدم Edsel Ford سيارة Lincoln-Zephyr كماركة فرعية داخل لينكولن لعام 1936. صُممت لتكون منافسًا لسيارتي (كاديلاك) LaSalle و Chrysler Airstream ، لينكولن - تم تسعير Zephyr بين Ford و Model K.
كانت لينكولن زفير أول سيارة تابعة لشركة Ford Motor تستخدم بنية أحادية الهيكل . أثناء تصميمه بواجهة أمامية على غرار مقدمة ، كان خط الطراز أكثر أناقة من Chrysler Airflow . على عكس منافسيها ، تم تشغيل لينكولن زفير بمحرك V12 (تصميم منفصل عن الطراز K).
حقق خط الطراز نجاحًا في السوق ، حيث تم بيع أكثر من 15000 وحدة في عامه الأول ، بزيادة قدرها تسعة أضعاف عن عام الطراز السابق .

#### لينكولن كونتيننتال (1939)
المقال الرئيسي: لينكولن كونتيننتال
في أواخر الثلاثينيات من القرن الماضي ، بدأ إدسل فورد في اعتبار السيارات الأمريكية مليئة بالصناديق. في أواخر عام 1938 ، لتطوير سيارة على الطراز الأوروبي («كونتيننتال») لقضاء إجازته القادمة في فلوريدا ، كلف Ford Chief Stylist ET Gregorie بتصميم تصميم فريد للجسم ، باستخدام هيكل لينكولن زيفر المكشوف كوبيه عام 1939. بعد تقسيم الجسم بمقدار 4 بوصات (102 ملم) ، تم حذف لوحات التشغيل وتركيب إطار احتياطي خلف غطاء صندوق الأمتعة.
عند استخدامه للسيارة لمرة واحدة في فلوريدا في عام 1939 ، اجتذب Edsel Ford قدرًا كبيرًا من الاهتمام من المشترين المحتملين ، وغالبًا ما يشير إلى التصميم الخارجي «الأوروبي» أو «القاري». من المصطلح الأخير ، أصبحت السيارة الوحيدة معروفة باسم لينكولن كونتيننتال . لإنتاج عام 1940 ، تم إنتاج 404 سيارة ، مع استلام ميكي روني السيارة الأولى.

### الأربعينيات
في أعقاب الكساد الكبير ، اضطر عدد من مصنعي السيارات الفاخرة الأمريكية إما إلى الإغلاق أو إعادة التنظيم ؛ بحلول عام 1940 ، إلى جانب لينكولن ، كان قطاع السيارات الفاخرة الأمريكية يتألف إلى حد كبير من كاديلاك (الذي أنهى إنتاج LaSalle و V16 في عام 1940) ، وسيارة كرايسلر إمبريال (التي تم تقليصها إلى 8 سيارات سيدان وسيارات ليموزين) ، وباكارد. لتأمين مستقبل لينكولن بشكل أكبر ، في 30 أبريل 1940 ، أعادت شركة فورد موتور تنظيم شركة لينكولن موتور لتصبح قسم لينكولن في شركة فورد موتور.  بينما كانت تعمل سابقًا ككيان مستقل ، كقسم ، أصبحت لينكولن من الناحية الهيكلية مشابهة لمنافستها الرئيسية كاديلاك (داخل جنرال موتورز).
كجزء من التغيير ، تم إجراء العديد من التغييرات على خط طراز لينكولن. بعد ردود الفعل الإيجابية لسيارة لينكولن كونتيننتال القابلة للتحويل لمرة واحدة عام 1939 والتي تم تصنيعها لصالح Edsel Ford ، تم تقديم لينكولن كونتيننتال كنموذج إنتاج لينكولن زفير لعام 1940. بالنسبة لعام 1941 ، قام لينكولن بتعديل علامتها التجارية. تمت إزالة الواصلة من Lincoln-Zephyr ، مما يجعلها لينكولن. كبديل لطراز K باهظ الثمن ، وهو نموذج لينكولن مخصص بقاعدة عجلات ممتدة من لينكولن زفير. بعد تطوير الأدوات المناسبة ، بدأت لينكولن كونتيننتال الإنتاج على خط التجميع ، لتحل محل البناء اليدوي.
بعد دخول الولايات المتحدة الحرب العالمية الثانية ، كما هو الحال مع جميع شركات تصنيع السيارات الأمريكية ، أنهى لينكولن إنتاج السيارات حيث ركزت شركة Ford Motor Company على التصنيع في زمن الحرب. بعد انتهاء الحرب في عام 1945 ، تغير هيكل لينكولن داخل شركة فورد مرة أخرى ، حيث تم إنشاء قسم لينكولن-ميركوري ، حيث تم دمج ميركوري ولينكولن معًا ؛ من عام 1945 حتى إغلاق ميركوري عام 2010 ، تم إقران القسمين معًا داخل شركة فورد.
في عام 1946 ، عاد لينكولن إلى الإنتاج ، منهياً استخدام اسم زفير. أطلق عليها اسم السلسلة H. ، غير القاري لينكولن من خلال نمط أجسامهم. باستخدام التصميمات الخارجية المحدثة قليلاً من عام 1942 ، واصل لينكولن عام 1946 استخدام هيكل Zephyr. شهد عام 1948 السنة الأخيرة لهيكل Zephyr (الذي يعود تاريخه إلى عام 1936) و (اعتبارًا من 2018) استخدام محرك V12 في سيارة أمريكية ذات إنتاج ضخم. بعد إنتاج 5،322 (مثل لينكولن زفير ولينكولن) ، أنهى لينكولن إنتاج كونتيننتال.
بالنسبة لعام 1949 ، أطلقت جميع أقسام شركة فورد موتور الثلاثة تصاميمها الأولى بعد الحرب. من خلال مشاركة هيكل جسمها مع Mercury Eight ، فإن خط طراز لينكولن المعاد تصميمه (الذي أطلق عليه اسم سلسلة EL ) يمثل أول استخدام لمحرك V8 في سيارة لينكولن منذ عام 1932. وقد وُلد محرك V12 الجديد كليًا المخصص لنكولن ميتًا قيد التطوير ، القسم لتكييف فورد فلاتهيد V8 (من فورد إف 8 شاحنة تقليدية). كما هو الحال مع لينكولن كونتيننتال السابقة ، استغنى لينكولن عام 1949 عن لوحات الجري بالكامل ، وانتقل إلى التخلي التصميم العائمتمامًا ، مع خط رفرف مستقيم (وخط منخفض لغطاء المحرك) من المصابيح الأمامية إلى المصابيح الخلفية. في عملية ترحيل من لينكولن التي تتخذ من زفير مقرًا لها ، احتفظت لينكولن عام 1949 بأبواب الركاب الخلفية.كنموذج رئيسي من لينكولن ، فإنتم تصميم لينكولن كوزموبوليتان بخط السقف الخلفي الخاص به.

### الخمسينيات
مع دخول لينكولن في الخمسينيات من القرن الماضي ، سعت شركة Ford Motor إلى زيادة التمايز بين خطوط طرازات Mercury و Lincoln. في عام 1952 ، ولإضفاء الاهتمام على العلامة التجارية ، عاد لينكولن إلى أسماء الطرازات لأول مرة منذ عام 1942 ، حيث أصبح لينكولن كوزموبوليتان نموذج لينكولن القياسي ، وأصبح لينكولن كابري خط الطراز الرائد. في العودة إلى الرفارف الخلفية (الصغيرة) العائمة ، شاركت لينكولن جسمًا مع ميركوري مونتيري. من الناحية الميكانيكية ، اختلف لينكولن عن ميركوري ، حيث تم استبدال شاحنة فورد V8 بمحرك لينكولن Y-block V8 مع ناقل حركة هيدروليكي . لأول مرة منذ توقف الطراز K ، تم إنتاج لينكولن بأبواب خلفية بمفصلات أمامية.
لعام 1956، خضع الجسم لينكولن الزئبق المشتركة لعملية إعادة تصميم للمرة الأخيرة، مع لينكولن اعتماد عناصر من الزئبق XM-800 و لنكولن فبول مفهوم السيارات. تم تصميم لينكولن بريمير فوق لينكولن كابري ، وهي تتكيف مع ميزات Continental Mark II ، بما في ذلك تكييف الهواء.
خلال عام 1956 ، تمت إعادة تنظيم لينكولن-ميركوري بشكل طفيف ، بعد إنشاء قسمي Edsel و Continental ، تم تغيير Lincoln-Mercury إلى Mercury-Edsel-Lincoln (MEL) ، مع وضع Edsel بجانب / أسفل Mercury و Continental فوق Lincoln كالرائد في كل شركة فورد موتور. بحلول نهاية عام 1959 ، تم دمج كونتيننتال في لينكولن ، وتم سحب شركة Edsel.
تم إغلاق مصنع شركة لينكولن موتور ، الذي بناه هنري ليلاند في ديترويت بولاية ميشيغان عام 1917 ، بعد عام 1952 ؛ تم إنتاج لينكولن اللاحقة جنبًا إلى جنب مع ميركوري مونتيريس وميركوري مونتكلير. بالنسبة لعام 1957 ، افتتحت شركة Ford Wixom Assembly فيويكسوم بولاية ميشيغان كمرفق للتخصص في إنتاج لينكولن. من 1957 إلى 2007 ، أنتجت المنشأة سيارات لينكولن بشكل حصري تقريبًا ، جنبًا إلى جنب مع Ford GTوعدة أجيال من Ford Thunderbird .
- 1950 لينكولن (سيدان)
- 1953 لينكولن كابري
- 1955 لينكولن كابري
- 1956 لينكولن بريمير
- 1957 لينكولن بريمير لانداو (سقف صلب بأربعة أبواب)
- 1959 لينكولن بريمير

#### التقسيم القاري (1956–1959)
بالنسبة لعام 1956 ، أنشأت شركة فورد موتور قسم كونتيننتال ، والذي تم وضعه فوق لينكولن باعتباره العلامة الرئيسية لشركة فورد موتور. عند إطلاقها ، قدمت Continental طراز Continental Mark IIكخط طراز لها ، تهدف إلى أن تكون خليفة لسيارة لينكولن كونتيننتال الشخصية الفاخرة من 1940-1948. تم تقديم Mark II كسيارة كوبيه ذات بابين ، وقد انفصلت عن عدد من سوابق التصميم الأمريكية في ذلك الوقت. أثناء تركيبه بإطارات ذات جدار أبيض ، كان الجزء الخارجي مزودًا بحد أدنى من الكروم على جوانب الهيكل ؛ تم ترك زعانف الذيل خارج الجسم تمامًا. بدلاً من الإطار الاحتياطي المثبت على المصد لسيارة لينكولن كونتيننتال الأصلية ، أظهر غطاء صندوق السيارة Mark II عنصر التصميم ، مع انتفاخ كبير للإطار الاحتياطي (الذي يتناسب مع الإطار الاحتياطي الفعلي داخل صندوق السيارة). تم تصنيع Mark II يدويًا إلى حد كبير ، مع إجراء اختبارات جودة شاملة لكل محرك وناقل حركة قبل مغادرة المصنع.
بدلاً من إنشاء شبكة مبيعات وخدمة منفصلة لشركة Continental ، تم تسويق Mark II من خلال لينكولن (استخدم Mark II محرك لينكولن وناقل الحركة). بسعر 10000 دولار في عام 1956 (ما يعادل 94.039 دولارًا في عام 2019  ) ، كانت Mark II أغلى سيارة أنتجها صانع سيارات أمريكي في ذلك الوقت ، لتنافس رولز رويس سيلفر كلاود في السعر.
في 18 يوليو 1956 ، تم دمج القسم القاري في لينكولن التي استمرت في إدارة علامة كونتيننتال التجارية كماركة منفصلة.  خلال عام 1957 ، تم سحب طراز Mark II ، إلى حد كبير كنتيجة لبنائه اليدوي ؛ تم بيع كل وحدة بخسارة تزيد عن 1000 دولار. بعد ذلك ، تفوقتكاديلاك إلدورادو بروجهام عام 1957 على Mark II باعتبارها أغلى سيارة أمريكية الصنع.
بالنسبة لعام 1958 ، كجزء من التخفيض الإلزامي في السعر بمقدار 4000 دولار ، تبنت كونتيننتال جسم لينكولن ، وتوسعت في أنماط هيكل متعددة لمارك الثالث (تشير التسمية إلى الانتقال). إضافةً إلى ميزة Mercury Turnpike Cruiser ، اعتمدت كونتيننتال نافذة خلفية قابلة للسحب عبر كل نمط جسم (بما في ذلك السيارات المكشوفة) مع خط سقف خلفي مائل للخلف. لعام 1959 ، تم تغيير اسم Mark III إلى Mark IV ، ليصبح Mark V لعام 1960.
في عام 1959 ، تم إنهاء العلامة التجارية القارية رسميًا داخل لينكولن. في عام 1960 ، تم إدخال Mark V في الإنتاج باسم Lincoln Continental Mark V ، منهياً دورة النموذج جنبًا إلى جنب مع خط طراز لينكولن القياسي.

#### مركبات Unibody
بالنسبة لعام 1958 ، قام قسم Mercury-Edsel-Lincoln (MEL) بتكييف هياكل جديدة عبر خطوط سياراته. بالإضافة إلى مشاركة Mercury أجسامها مع Edsels المتميزة (قبل زوال الأخيرة) ، تبنت لينكولن وكونتيننتال بنية جسم مشتركة ، وتحولت إلى بناء الجسم الأحادي. مع قاعدة عجلات يبلغ قياسها 131 بوصة ، ستكون المنصة الجديدة من بين أكبر السيارات التي صنعتها شركة فورد موتور على الإطلاق. إنها أطول شركة لينكولن تم بناؤها على الإطلاق بدون مصدات 5 ميل في الساعة ، وهو أمرتنظيمي دخل حيز التنفيذ في سبتمبر 1972.
كبديل لمحرك Y-block V8 ، طورت فورد 430 cu in (7.0 L) "MEL" V8 كمعدات قياسية لـ Lincoln (والتي كانت متوفرة أيضًا في Ford Thunderbirds وبعض سيارات Mercury).
لعام 1959 ، طورت كونتيننتال طرازات Town Car و Limousine لسيارة السيدان القياسية ذات الأبواب الأربعة. بدلاً من تمديد قاعدة العجلات ، تم استبدال خط السقف المائل للخلف بتكوين رسمي للشق الخلفي ، مما يسمح بتحريك المقعد الخلفي للخلف عدة بوصات. من بين أندر سيارات لينكولن التي تم إنتاجها على الإطلاق ، تم عرض سيارات تاون كار والليموزين باللون الأسود فقط.

### الستينيات
من 1958 إلى 1960 ، خسر لينكولن أكثر من 60 مليون دولار. بعد الركود الاقتصادي في أواخر الخمسينيات من القرن الماضي (وهو عامل من شأنه أن يلعب دورًا في زوال Edsel) ، اضطرت شركة Ford Motor Company لاسترداد تكاليف تطوير منصة المركبات التي لم يتقاسمها لينكولن مع Ford أو Mercury (مع الاستثناء الوحيد لـ المحرك وناقل الحركة). بحلول عام 1958 ، كان مستقبل لينكولن-ميركوري في خطر ، حيث كان رئيس شركة فوردروبرت ماكنمارا يفكر في تخفيض فورد إلى علامتها التجارية التي تحمل الاسم نفسه.  كشرط للسماح لينكولن بمواصلة الإنتاج ، طلب مكنمارا أن يخضع خط طراز لينكولن لتخفيض في الحجم.
بالنسبة لعام 1961 ، عززت لينكولن تشكيلة طرازاتها في خط طراز واحد ، مع استبدال لينكولن كونتيننتال لينكولن كابري ولينكولن بريمير. عندما تم سحب علامة كونتيننتال ، لم ير مارك الخامس خليفة. على الرغم من أن لينكولن كونتيننتال أخف وزنًا اسميًا فقط من لينكولن عام 1960 ، إلا أنها تكيفت مع بصمة خارجية أصغر بكثير ، حيث انخفض طولها 15 بوصة و 8 بوصات من قاعدة العجلات.في محاولة لتبسيط الإنتاج ، تم إنتاج أنماط هيكل بأربعة أبواب فقط ، حيث أصبحت كونتيننتال هي السيارة الوحيدة القابلة للتحويل ذات الأربعة أبواب والتي يتم إنتاجها بكميات كبيرة والتي تباع في أمريكا الشمالية ؛ لتعظيم خروج المقعد الخلفي ، عاد لينكولن إلى استخدامأبواب الانتحار الخلفية .
في مطلب آخر لضمان بقائها ، تم تمديد دورة نموذج لنكولن من ثلاث سنوات إلى تسع سنوات.  بينما تم الاستغناء إلى حد كبير عن تغييرات النموذج السنوية الرئيسية ، أنشأ القرار اتساق التصميم وتحويل الموارد نحو مراقبة الجودة. بالنسبة لعام 1966 ، من أجل التنافس بشكل أفضل مع كاديلاك كوبيه دي فيل وإمبيريال كراون / ليبارون كوبيه ، أضاف لينكولن سقفًا صلبًا ببابين إلى خط طراز كونتيننتال. بعد عام 1967 ، أنهى لينكولن إنتاج كونتيننتال 4 أبواب قابلة للتحويل. وبوزن 5،712 رطلاً ،  تعتبر سيارة لينكولن كونتيننتال المكشوفة لعام 1967 أثقل سيارة غير ليموزين أنتجتها شركة فورد موتور على الإطلاق. اعتبارًا من عام 2018 ، هو آخر أربعة أبواب قابلة للتحويل ينتجها المصنع ويباع في أمريكا الشمالية.
- 1960 لينكولن كونتيننتال مارك V سيدان سقف صلب
- 1961 لينكولن كونتيننتال سيدان
- 1963 لينكولن كونتيننتال قابلة للتحويل
- 1964 لينكولن كونتيننتال قابلة للتحويل (مرفوعة من الأعلى)
- 1967 لينكولن كونتيننتال كوبيه
- 1969 لينكولن كونتيننتال سيدان

#### كونتيننتال مارك الثالث
خلال الستينيات ، سعت شركة فورد إلى تطوير سيارة رئيسية جديدة خلفا لسيارة كونتيننتال مارك الثانية. في حين عملت لينكولن كونتيننتال كمنافس وثيق لسلسلة كاديلاك دي فيل وكرايسلر إمبريال ، في حين قامت كاديلاك بتحويل كاديلاك إلدورادو إلى قطاع الرفاهية الشخصية في عام 1967 ، وهو القسم الذي خرجت منه فورد في عام 1957 بعد انسحاب كونتيننتال مارك الثاني. ردا على ذلك ، في أبريل 1968 ، القاري مارك الثالثتم إصداره كنموذج عام 1969. على الرغم من أن كونتيننتال مارك 3 ليست لينكولن رسميًا ، فقد تم تسويقها وصيانتها عبر شبكة وكلاء لينكولن ميركوري. على عدد من الأسماء المختلفة التي تم النظر فيها للمركبة ، تم اختيار Continental Mark III ، حيث شعر هنري فورد الثاني أن Continental Mark II ليس لها خليفة مناسب (وبالتالي إعادة تشغيل التسمية).
إلى جانب لينكولن كونتيننتال عام 1968 ، تميزت سيارة Continental Mark III بالظهور الأول لمحرك Ford FE-series V8 سعة 460 قدم مكعب (7.5 لتر) والذي تم تقييمه بقوة 365 حصان (272 كيلو واط ، 370 حصانًا) وعزم دوران 500 رطل قدم (678 نيوتن متر) وأصبحت أيضًا أول سيارة فورد يتم تزويدها بمكابح مانعة للانغلاق. كمعدات قياسية ، تم تجهيز Mark III بأقفال أبواب كهربائية ومقاعد كهربائية ونوافذ كهربائية. للتحكم في تكاليف التطوير والإنتاج ، تم تقديم Mark III فقط كسطح صلب ببابين مشتق من دعائم هيكل سيارة Ford Thunderbird بأربعة أبواب. أثناء مشاركة العديد من عناصر التصميم من لينكولن ، ظهرت Continental Mark III لأول مرة في العديد من العناصر الخاصة بها ، بما في ذلك المصابيح الأمامية المخفية وغطاء صندوق السيارة المعاد تصميمه مع مسافة بادئة لمحاكاة الإطارات الاحتياطية (الإطار الاحتياطي الفعلي تم وضعه بشكل مسطح في الجزء الأمامي من صندوق السيارة). لقد مزجت ميزات الفخامة الأوروبية والأمريكية مع أبرزها شبكة الكروم المستقيمة التي تحاكي تصميم Rolls-Royce بالإضافة إلى ساعة Cartier الكهربائية المثبتة مركزيًا على لوحة القيادة.
- 1969 كونتيننتال مارك الثالث
- 1969 Continental Mark III الخلفية
- الداخلية ، 1970 كونتيننتال مارك الثالث
- الداخل ، 1971 كونتيننتال مارك الثالث

### السبعينيات
في حين أن كونتيننتال مارك 3 سيجلب لينكولن إلى العقد بشكل كبير ، بالنسبة لشريحة السيارات الفاخرة الأمريكية ، فإن السبعينيات كانت مضطربة. إلى جانب إدخال لوائح السلامة الفيدرالية للسيارات في السوق الأمريكية (والتي جلبت ميزات مثل مصدات 5 ميل في الساعة ونهاية أنماط الهيكل الصلب) ، ستلعب أزمة الوقود عام 1973 دورًا مهمًا في هندسة السيارات الأمريكية ، مما أجبر لينكولن لتطوير سيارة سيدان صغيرة الحجم وإعادة تصميم سيارات السيدان كاملة الحجم الأصغر في الثمانينيات. عندما سحبت شركة كرايسلر علامتها التجارية الإمبراطورية بعد عام 1975 ، أصبحت كاديلاك المنافس المحلي الوحيد لنكولن.
بالنسبة لعام 1970 ، نفذت لينكولن خطتها لعام 1958 للالتزام بدورة تصميم مدتها تسع سنوات ، مما أعطى كونتيننتال أول إعادة تصميم كاملة لها لأول مرة منذ عام 1961. خلال الستينيات ، في حين ظلت مبيعات كونتيننتال ثابتة نسبيًا خلال إنتاجها ، بدأت هندسة السيارات الفاخرة في التغيير بين منافسيها ؛ لزيادة قواسم التصميم المشتركة (وخفض تكاليف الإنتاج) ، تحولت كاديلاك وإمبيريال بعيدًا عن المنصات الخاصة بالعلامة التجارية (مع تكيف الأخيرة مع الهياكل الأساسية المشتركة مع كرايسلر). لإعادة تصميم خط طراز لينكولن ، نما حجم كونتيننتال. أثناء عدم مشاركة لوحات الجسم المرئية ، قام لينكولن بتكييف هيكل Ford LTD / Mercury Marquis (التحول إلى هيكل على الهيكل لأول مرة منذ عام 1957).في محاولة أخرى للحفاظ على اتساق التصميم ، تم إنتاج طراز 1970 كونتيننتال خلال عام 1979 مع تحديثات تدريجية فقط. إلى جانب الإضافة الإلزامية لمصدات تبلغ سرعتها 5 أميال في الساعة ، في عام 1975 ، تمت إعادة تصميم خط السقف (للتمييز بصريًا بين كونتيننتال وميركوري ماركيز).
شهدت السبعينيات إدخال العديد من تقاليد التسمية داخل لينكولن. لعام 1970 ، تم إحياء لوحة تاون كار على أساس دائم كنموذج فرعي للينكولن كونتيننتال. بعد استخدام ساعة ماركة كارتييه في Continental Mark III ، في عام 1976 ، بدأت Continental Mark IV استخدام إصدارات Designer ، والتي شهدت استخدامها في طرازات سلسلة Continental Mark اللاحقة و لينكولن.
- 1970 لينكولن كونتيننتال
- 1971 لينكولن كونتيننتال 2 باب
- 1972 لينكولن كونتيننتال تاون كار
- 1974 لينكولن كونتيننتال تاون كوبيه
- 1978 لينكولن كونتيننتال تاون كار

#### لينكولن فرسا
1978 لينكولن فرساي
تم تطوير لينكولن كاستجابة لشعبية كاديلاك سيفيل 1976، حيث قدم لينكولن فرساي لطراز عام 1977. أقصر بثلاثين بوصة وأخف وزنًا بمقدار 1500 رطل من لينكولن كونتيننتال ، وكانت فرساي مبنية على فورد غرناطة /ميركوري مونارك (حيث كانت إشبيلية مبنية على شيفروليه نوفا). بيعت إشبيلية بهامش كبير ، وتوقفت فرساي في أوائل عام 1980.
مع ميزانية تصميم وهندسة أصغر من جنرال موتورز ، لم يتمكن مصممو لينكولن من منح فرساي الهيكل المميز الذي تم منحه لكاديلاك إشبيلية. باعتماد العديد من الميزات من 1975–1976 Mercury Grand Monarch Ghia ، تم تزويد لينكولن فرساي بشبكة «رادياتير» من طراز كونتيننتال، ومصابيح أمامية رباعية مستطيلة (أول لينكولن منذ عام 1969 مع مصابيح أمامية مكشوفة) ، وغطاء صندوق بطراز كونتيننتال مارك مع محاكاة انتفاخ الإطارات الاحتياطية. قدمت فرساي ميزتين بارزتين للسيارات في السوق الأمريكية: مصابيح الهالوجين الأمامية والطلاء الشفاف. تم انتقاد فرساي لاحقًا لكونها واحدة من أسوأ الأمثلة على هندسة الشارات.

#### كونتيننتال مارك الرابع ومارك الخامس
بعد النجاح الذي حققته سيارة Continental Mark III ، اختارت فورد تطوير سيارة كوبيه فاخرة شخصية لاحقة. في عام 1972 ، ظهرت سيارة Continental Mark IVلأول مرة ، حيث أعيد تصميمها جنبًا إلى جنب مع Ford Thunderbird . أثناء مشاركة خط سقف مشترك مع Thunderbird ، من خط النافذة إلى أسفل ، ارتدى Mark IV صفائح معدنية خارجية مميزة ، مع عودة شبكة على طراز الرادياتير ، ومصابيح أمامية مخفية ، وغطاء صندوق الإطار الاحتياطي المعاد تصميمه. لتمييز نفسها عن لينكولن كونتيننتال ، ارتدت كونتيننتال مارك 4 فتحات ذات ارتفاع كامل للعجلات الخلفية ، مما يحول دون استخدام أغطية الرفارف.
بالنسبة لعام 1976 ، أطلقت Continental Mark IV تقليدًا جديدًا ، يُدعى Designer Editions ، والذي انتشر لاحقًا إلى موديلات أخرى في مجموعة طرازات Lincoln. كما عرض أربعة نماذج خاصة طبعة، وكانت كل طبعة حزمة الخيار مع اللون، وتقليم، والخيارات الداخلية المحددة من قبل مصممي الأزياء ملحوظ ( بيل بلاس ، كارتييه ،جيفنشي ، و بوتشي ). حملت كل نسخة توقيع المصمم على نوافذ الأوبرا وتم تزويدها بلوحة مطلية بالذهب عيار 22 قيراط (92٪) على لوحة العدادات يمكن نقشها باسم المالك الأصلي. كان المفهوم ناجحًا وسيستمر في لينكولن الأخرى حتى نهاية عام 2003.
في عام 1977 ، استبدلت لينكولن ميركوري طراز Continental Mark IV بسيارة Continental Mark V، وهي مراجعة خارجية وداخلية كبيرة لسيارة Mark IV. يبلغ طول Mark V أكثر من 19 قدمًا ، وهي واحدة من أكبر «الكوبيه» التي تم بيعها على الإطلاق في أمريكا الشمالية. في ما سيصبح سمة تصميم لـ لينكولنس في التسعينيات ، استخدمت Mark V تصميمًا خارجيًا حاد الحواف مع شبكة المبرد المركزية. بعد نجاحها عام 1976 ، تبنى Mark IV حزم خيارات إصدارات المصمم.
أثناء تقديمه بعد بداية تقليص حجم السيارات الأمريكية ، استمرت Continental Mark V لتصبح الأكثر نجاحًا من بين جميع سيارات سلسلة Mark ، حيث تم بيع أكثر من 228000 سيارة عبر ثلاث سنوات من النماذج.

### 1980s
مع دخول لينكولن في الثمانينيات ، ظلت صناعة السيارات الأمريكية في «عصر التملص» ، تكافح من أجل تحقيق التوازن بين كفاءة الوقود ، وضوابط الانبعاثات ، وتقليص الحجم . وجدت الصناعة نفسها أيضًا في منافسة ضد الشركات المصنعة الأوروبية واليابانية التي دخلت قطاعات كانت تسيطر عليها في السابق شركات فورد وجنرال موتورز وكرايسلر.
كنقطة انطلاق ، بعد دورة نموذجية مدتها عشر سنوات ، خضعت لينكولن كونتيننتال لإعادة تصميم كاملة (تقليص حجمها لأول مرة) ، لتصبح أخف لينكولن منذ الحرب العالمية الثانية. شاركت كونتيننتال مرة أخرى دعائم الهيكل مع ميركوري وفورد ، واستخدمت منصة Panther في Ford LTD و Mercury Marquis. إلى جانب التحول إلى 302 متر مكعب في (4.9 لتر) V8 ، ارتفع الاقتصاد في استهلاك الوقود لخط طراز لينكولن بنسبة 40 ٪ تقريبًا في عام واحد. في المقابل ، تم سحب لينكولن فرساي في وقت مبكر من عام 1980. نتيجة لذلك ، بحلول نهاية عام 1980 ، كان لينكولن يقوم بتسويق ثلاثة إصدارات من سيارة واحدة. رداً على ذلك ، قسمت لينكولن خطي إنتاجها ، حيث أصبحت كونتيننتال هي لينكولن تاون كار. بعد فجوة قصيرة ، لعام 1982 ، تحول حجم لينكولن كونتيننتال إلى فئة متوسطة الحجم (باستخدام منصة فورد فوكس ). بينما تنافس لينكولن مرة أخرى ضد كاديلاك إشبيلية (وبدرجة أقل ، مرسيدس بنز) ، قام القسم بمحو أي دليل مرئي لهندسة الشارات.
تم التخطيط للانسحاب في البداية في منتصف الثمانينيات حتى خفف استقرار أسعار الوقود من مخاوف الاقتصاد في استهلاك الوقود ، تقدمت لينكولن تاون كار خلال العقد دون تغيير إلى حد كبير. عندما بدأ تصميمها يتقادم ، بدأ خط الطراز في الزيادة في المبيعات ، حيث لقيت انتقالات كاديلاك إلى الدفع بالعجلات الأمامية وتقليص حجم خطوط الطرازات كاملة الحجم استقبالًا سيئًا من قبل كل من المشترين ونقاد صناعة السيارات. بينما احتفظت Town Car بتصميمها التقليدي وحجمها الكبير ، انخفضت أسعار الوقود إلى مستوى منخفض جديد معاصر في ذلك الوقت ، وأصبحت كفاءة التشغيل أقل اهتمامًا للمشترين مقارنة بالعقد السابق. قدم لينكولن سلسلة من الإعلانات في أواخر عام 1985 بعنوان "The Valet" والتي تصور الحاضرين في مواقف السيارات وهم يواجهون مشكلة في التمييز بينسيارات كاديلاك و Buicks الأصغر(Electras) وأولدسموبيليس (تسعون في الثمانيات)، مع السؤال «هل هذا كاديلاك؟» أجاب عليها الرد «لا ، إنها أولدزموبيل ... أو بويك.» في النهاية ، سيظهر مالك سيارة لينكولن بخط «لينكولن تاون كار من فضلك». شهدت الحملة التجارية ظهور الخط الإعلاني الجديد للعلامة التجارية «لينكولن. يا لها من سيارة فاخرة» والتي تم استخدامها في التسعينيات.
بالنسبة لعام 1988 ، خضعت لينكولن كونتيننتال لعملية إعادة تصميم ثانية. انفصلت كونتيننتال عن مارك السابع ، وأصبحت أول سيارة لينكولن ذات الدفع بالعجلات الأمامية ، وكانت تعتمد على نسخة ذات قاعدة عجلات ممتدة من فورد توروس . كان محرك 3.8 لتر V6 هو المرة الأولى التي لم تقدم فيها لينكولن محركًا من 8 أسطوانات. تم وضع كونتيننتال الجديدة في مواجهة المنافسين المحليين كما تم تسويقها ضد سيارات السيدان الفاخرة الأوروبية واليابانية. بعد الظهور الأول للوسادة الهوائية الجانبية للسائق في Ford Tempo ، أصبحت سيارة لينكولن كونتيننتال عام 1989 أول سيارة سيدان محلية تُباع في الولايات المتحدة ومجهزة بأكياس هوائية مزدوجة قياسية.

#### كونتيننتال مارك السادس ومارك
لعام 1980 ، القاري مارك السادساستبدلت Mark V بعد ثلاث سنوات فقط من الإنتاج. كان من المقرر في الأصل تقليص حجم سلسلة Mark إلى فئة متوسطة الحجم (اعتمادًا على هيكل Ford Thunderbird) ، اختارت Ford بدلاً من ذلك خطوة وسيطة لـ Mark VI ، باعتماد منصة Panther بالحجم الكامل ، مع مشاركة خط الطراز في جزء كبير منها الجسم مع 1980 لينكولن كونتيننتال. إلى جانب الكوبيه التقليدية ذات البابين (التي تشترك في قاعدة العجلات مقاس 114 بوصة التي تستخدمها فورد وميركوري) ، انضمت سيارة سيدان بأربعة أبواب لأول مرة إلى سلسلة مارك (باستخدام قاعدة عجلات لينكولن بقياس 117 بوصة). أثناء مشاركة جزء كبير من جسمها مع سيارة كونتيننتال / تاون كار الجديدة كليًا ، عادت العديد من عناصر التصميم الخاصة بسيارة Mark V الناجحة ، بما في ذلك المصابيح الأمامية المخفية ونوافذ الأوبرا وفتحات الرفارف (غير الوظيفية) ؛ تم ربط المصابيح الخلفية العمودية بغطاء خلفي مميز للإطار الاحتياطي. بالتزامن مع حجمها الأصغر ، شهدت Mark VI توحيد محركات V8 التي يتم حقنها بالوقود (لأول مرة في صناعة السيارات الأمريكية) وأول ناقل حركة أوتوماتيكي رباعي السرعات. إلى جانب التحكم في الكمبيوتر للمحرك نفسه ، استبدلت لوحة العدادات الأجهزة التناظرية بشاشات رقمية (مقدمة كمبيوتر الرحلة).
نظرًا لكونه الرائد في خط طراز Mark VI ، فقد تم تقديم مجموعة Signature Series لعام 1980 ؛ كانت سلسلة Signature بمثابة خليفة لسلسلة Mark V Collector ، وتضمنت كل ميزة تقريبًا كمعدات قياسية. في عام 1981 ، تم اعتماد طراز Signature Series من قبل لينكولن تاون كار (بأشكال مختلفة ، من خلال إنتاجها بالكامل) ومن قبل لينكولن كونتيننتال عام 1982 (لتلك السنة فقط). تم إرجاع جميع خيارات Designer Series الأربعة المشقوقة أسفل سلسلة Signature ، (لـ Mark VI coupes). لعام 1982 ، خضعت السلسلة لمراجعة ، ونقل إصداري كارتييه وجيفنشي (إلى تاون كار وكونتيننتال ، على التوالي) ؛ تم عرض إصدار Pucci فقط كسيارة سيدان. تم تقديم إصدار Bill Blass طوال سنوات الإنتاج الأربع (وعاد للخلف Mark VII).
لعام 1984 ، حلت Continental Mark VII محل Mark VI ، حيث تشاركت هيكلها مع Ford Thunderbird و Lincoln Continental. في تحول واسع بعيدًا عن سابقاتها في حقبة Malaise ، ركزت Mark VII بشكل أكبر على القدرة على المناولة والأداء (على الرغم من أنها لم تصل إلى حد سيارة أوروبية ذات جولات كبيرة ) ، حيث قدمت فرامل قرصية رباعية العجلات (مع مكافحة القفل) ، ونظام التعليق الهوائي الرباعي ، وشاركه 4.9 لتر V8 مع فورد موستانج جي تي .
على عكس سابقتها Mark V التي سبقتها عام 1979 قبل خمس سنوات ، فإن موديل 1984 Mark VII قد ألقى 27 بوصة من الطول وأكثر من 1200 رطل من الوزن الفارغ.إلى جانب الطراز الأساسي (الذي تم إسقاطه بعد عام 1987) ، تم تسويق Mark VII في إصدار Bill Blass ذي التوجه الفاخر (تم بيع إصدار Gianni Versace أيضًا من 1984 إلى 1985) و Mark VII LSC عالي الأداء (Luxury Sports Coupe). بالتزامن مع قواسمها الميكانيكية المشتركة مع لينكولن كونتيننتال 1982-1987 ، تم تقديم مارك السابع فقط كوبيه ببابين.
بالنسبة لعام 1986 ، اعتمدت Mark VII اسم العلامة التجارية لنكولن (في محاولة لإنهاء ارتباك العلامة التجارية حول سلسلة Mark). تم بيع الجيل الأخير من سلسلة Mark مع خيار Designer Series ، وتم إنتاج Mark VII خلال طراز عام 1992.

### التسعينيات
بحلول عام 1990 ، كان لنكولن قد خرج من صراعات السبعينيات والثمانينيات بشكل إيجابي ، لكنه دخل العقد في معركة جديدة. في حين أن القسم كان يضاهي بشكل فعال منافسه كاديلاك في مبيعات السيارات ، عرض لينكولن ثلاثة خطوط فقط (بدلاً من سبعة من كاديلاك وأربعة من مرسيدس بنز). في تهديد آخر لتقسيم، وإطلاق 1989 منإنفينيتي Q45 و لكزس LS400 ينافسه لينكولن تاون كار في السعر.
بالنسبة لعام 1990 ، خضعت سيارة Town Car لإعادة تصميم كاملة (بعد اتباع دورة نموذج لينكولن التقليدية ذات التسع سنوات). نظرًا لأن خط الطراز يمثل أكثر من نصف مبيعات لينكولن  ، فقد أثبتت إعادة تصميم سيارة المدينة أنها محفوفة بالمخاطر ، ولكن تم تفويضها أيضًا من خلال متطلبات التقييد السلبي وتحسينات الاقتصاد في استهلاك الوقود. من خلال التخلص من خطوطها الخارجية الحادة للسماح بمظهر خارجي أكثر أناقة ، اعتمدت Town Car العديد من عناصر التصميم المستديرة من Mark VII ؛ كما عادت العناصر التقليدية ، بما في ذلك خط السقف الخلفي الرسمي ، وشبكة المبرد ، وتطعيمات الكروم ، والنوافذ الربعية على شكل C. تأخرت سيارة لينكولن تاون كار حتى عام 1991 ، حيث ظهرت لأول مرة لمحرك Ford Modular V8 سعة 4.6 لتر بقوة 210 حصان ، وهو أول محرك ثماني الأسطوانات بكاميرا علوية يستخدم في سيارة أمريكية منذدوسنبرغ نموذج J . تم بناء سيارة لينكولن تاون كار عام 1990 بناءً على مراجعة لمنصة بانثر ، وشاركت في دعائمها (ولكن بدون لوحات خارجية) مع فورد كراون فيكتوريا عام 1992 (بإسقاط بادئة LTD) وميركوري جراند ماركيز .
لتلبية المتطلبات الفيدرالية ، تميز لينكولن بالظهور الأول للعديد من ميزات السلامة داخل شركة Ford Motor وداخل قطاع السيارات الفاخرة الأمريكية. بعد الظهور الأول عام 1989 للوسائد الهوائية المزدوجة في لينكولن كونتيننتال (1990 في تاون كار) ، عادت الفرامل المانعة للانغلاق (ABS) إلى كونتيننتال (1988) وفي سيارة تاون كار (1992).
بعد تقديم مارك الثامن عام 1993 (انظر أدناه) ، خضعت كونتيننتال لإعادة تصميم عام 1995 ، حيث قدمت نسخة جديدة من شاسيه فورد توروس . تم تصميم كونتيننتال بالقرب من Mark VIII ، حيث أسقطت V6 لصالح محرك V8 سعة 4.6 لتر من Mark VIII (تم ضبطه للدفع على العجلات الأمامية) للتنافس بشكل أفضل مع سيارات السيدان الفاخرة اليابانية والأوروبية (من حيث خرج الطاقة).
خضع خط طراز لينكولن لانتقال كبير لطراز عام 1998. إلى جانب مراجعة منتصف الدورة لسيارة كونتيننتال ، خضعت سيارة تاون كار لإعادة تصميم كاملة لهيكلها. أطول سيارة لينكولن سيدان منذ 40 عامًا ، اعتمدت 1998 Town Car الشكل الخارجي الدائري لمارك VIII و Continental مع تصميم داخلي جديد تمامًا. ظهرت لينكولن نافيجيتور (انظر أدناه) لأول مرة كأول لينكولن SUV ، حيث قدم القسم أربعة خطوط نموذجية لأول مرة.
مدعومًا بإطلاق Navigator ، شهد عام 1998 أول عام تفوق فيه لينكولن على كاديلاك في مبيعات السيارات (بأكثر من 4500 سيارة).

#### لينكولن مارك الثامن
بالنسبة لعام 1993 ، تم استبدال لينكولن مارك السابع بسيارة لينكولن مارك الثامن . الجيل الأول من سلسلة مارك التي تم تصنيفها في الأصل على أنها لينكولن ، ظل مارك الثامن متغيرًا من فورد ثندربيرد / ميركوري كوغار ، حيث تحول من هيكل فوكس 1980 إلى هيكل FN10 (نسخة لينكولن من هيكل MN12). مع التركيز بشكل أكبر على المناورة ، احتفظت Mark VIII بالدفع الخلفي واعتمدت نظام تعليق مستقل رباعي العجلات (مع Mark VIII و Thunderbird / Cougar باعتبارها السيارات الوحيدة ذات المقاعد الأربعة المنتجة في أمريكا في ذلك الوقت مع كل من ميزات الهيكل). تم تبسيط الهيكل بشكل أكبر لتحديث مظهره الخارجي (إزالة غطاء صندوق الإطار الاحتياطي إلى حالة أثرية). في تناقض هائل عن سابقاتها في سبعينيات القرن الماضي ، تم تزويد Mark VIII بتصميم داخلي على طراز قمرة القيادة ، مع توجيه جميع أدوات التحكم نحو السائق.
إلى جانب الطراز القياسي ، عادت LSC (الكوبيه الرياضية الفاخرة) إلى الطراز الرائد Mark VIII ؛ تم إيقاف إصدارات المصمم. على الرغم من استقبالها بشكل إيجابي من قبل كل من النقاد والمشترين ، كانت مبيعات الكوبيه الفاخرة متوسطة الحجم في انخفاض عام خلال التسعينيات. بعد عام 1998 النموذجي ، تم سحب Mark VIIII (بعد عام واحد من Thunderbird و Cougar). اعتبارًا من الإنتاج الحالي ، يظل لينكولن مارك الثامن الجيل الأخير من سلسلة لينكولن مارك. في أشكال مختلفة ، تم تبني عناصر تصميم Mark VIII من قبل لينكولن الأخرى (1995 لينكولن كونتيننتال ، 1995 لينكولن تاون كار الداخلية ، 1998 تاون كار الخارجي) ومنتجات أخرى لشركة فورد موتور (فورد ويندستار ميني فان الداخلية).

#### لينكولن نافيجيتور
1998-2000 لينكولن نافيجيتور
في عام 1998 ، قدمت لينكولن سيارة لينكولن نافيجيتورالرياضية متعددة الاستخدامات بالحجم الكامل ، وهي أول لوحة اسم جديدة لها منذ فرساي (خارج سلسلة مارك) ، مشتقة من فورد إكسبيديشن (نفسها تعتمد على فورد إف -150 ). وضعت كمنافس لل سيارة رينج روفر ، مرسيدس-بنز الفئة- M ، و تويوتا لاند كروزر / لكزس LX450 ، وتصميم على أساس شاحنة من المستكشف سمحت زيادة البضائع وقدرة القطر على منافسيها (في تصنيف 8500 جنيه لعام 1999). كما قدمت Navigator مقاعد قياسية للصف الثالث تتسع لما يصل إلى 8 ركاب (متوفرة فقط في Land Cruiser / LX).
لم تشارك Navigator أي أعمال هيكل مشتركة مع إكسبيديشن أمام الزجاج الأمامي ، وشاركت في العديد من عناصر التصميم من 1998 Town Car ، بما في ذلك استخدام مصدات بلون الهيكل ، ومحيط لوحة ترخيص الكروم (الكروم الوحيد على الباب الخلفي) ، والمحافظة استخدام الكروم (بشكل أساسي على الشبكة ومقابض الأبواب وحواف النوافذ) ؛ في شكل معدل ، تم استخدام الشبكة لاحقًا في لينكولن LS ولينكولن أفياتور.
في عام طويل ممتد لطراز السيارة ، أصبحت Navigator ثاني أكثر سيارات لينكولن شهرة بعد Town Car ، حيث بيعت 71000 سيارة. وردا على ذلك أطلقت شركة جنرال موتورز الخاصة الفاخرة العلامة التجارية الرياضية متعددة الاستعمالات كبيرة الحجم لها، اشتقاق GMC يوكون ديناليو كاديلاك إسكاليد من شفروليه تاهو

### 2000
مع دخول التقسيم إلى القرن الحادي والعشرين ، بدأ لينكولن فترة انتقالية كبرى. بالإضافة إلى إنهاء إنتاج سلسلة مارك طويلة الأمد ، دخلت سيارة لينكولن نافيجيتور الرياضية متعددة الاستخدامات في الإنتاج ، دون أي منازع تقريبًا من قبل الشركات المصنعة الأوروبية واليابانية. مع تحول مشتري سيارات الكوبيه متوسطة الحجم في القطاعات الفاخرة نحو سيارات السيدان الرياضية ، طور لينكولن مدخلًا للقطاع بدلاً من مارك الثامن. لعام 2000 ، قدملينكولن سيارة السيدان الرياضية متوسطة الحجمLincoln LS . بالتزامن مع Premier Automotive Group (انظر أدناه) ، تم تطوير LS جنبًا إلى جنب مع Jaguar S-Type. على الرغم من أن السيارتين تشتركان في هيكل مشترك ومجموعة نقل الحركة ذات الصلة ، لم تكن هناك لوحات للجسم مشتركة بين السيارتين أقصر سيارة لينكولن أنتجت على الإطلاق في ذلك الوقت ، تم تطوير LS للتنافس مع نظيراتها الأوروبية واليابانية ، بما يتماشى مع كاديلاك كاتيرا . بينما تم استيراد Catera من ألمانيا (كسيارة Opel Omega تم إعادة ترقيتها) ، تم إنتاج LS جنبًا إلى جنب مع Town Car و Continental في Wixom Assembly.
بالنسبة لعام 2002 ، قدم لينكولن لينكولن بلاكوود ، وهي أول شاحنة بيك أب أنتجتها العلامة التجارية وأول لينكولن يتم تصنيعها خارج ميشيغان منذ عام 1958 (إلى جانب فرساي) مشتق من Ford F-150 SuperCrew ، تم تزويد Blackwood بهيكل السيارة الأمامي لـ Lincoln Navigator وسرير بيك آب خاص بالطراز (مع تقليد خارجي من الخشب المقلد). تمشيا مع اسمها ، تم طلاء جميع الأمثلة باللون الأسود. قوبلت سيارة لينكولن بلاكوود باستقبال ضعيف ، نظرًا لقدرتها المحدودة على الشحن (كان سريرها الصغير عبارة عن صندوق مغطاة بالسجاد بشكل فعال) ونقص الدفع الرباعي ، مما دفع لينكولن إلى التوقف عن النموذج بعد عام واحد من الإنتاج.
شهد عام 2003 فترة انتقال لخط طراز لينكولن ، حيث خضع كل من Town Car و LS لتحديثات منتصف الدورة (مع تلقي Town Car إعادة تصميم كاملة للهيكل) ، مع تقديم لينكولن للجيل الثاني من Navigator. كتكملة لنظام Navigator ، قدمت لينكولن سيارة لينكولن أفياتورالرياضية متعددة الاستخدامات متوسطة الحجم. من خلال مشاركة جسم Ford Explorer مع Mercury Mountaineer ، اعتمد Aviator العديد من عناصر التصميم من Navigator ، مع تصميم داخلي متطابق تقريبًا. في حين أن سعرها أعلى من نظيرتها Mercury Mountaineer لتجنب تداخل النموذج ، كافح Aviator للبيع ، حيث تنافس عن كثب مع Navigator الذي تم بيعه في نفس صالة العرض. بعد 52 عامًا من الإنتاج ، تم إيقاف كونتيننتال لعام 2003.
لعام 2005 ، قدم لينكولن خط طراز شاحنات بيك أب ثاني ، لينكولن مارك LT . استنادًا إلى Ford F-150 SuperCrew ، كان تصميم Mark LT مشتقًا جزئيًا من الاستقبال السيئ للينكولن بلاكوود. بينما كانت لا تزال مزودة بهيكل لينكولن نافيجيتور والداخلية ، تم تجهيز Mark LT بسرير بيك آب قياسي. كان الدفع الرباعي متاحًا كخيار. بعد مبيعات أقل من المتوقع ، تم سحب Mark LT من الولايات المتحدة (لصالح Ford إضافة محتوى إضافي إلى Ford F-Series) في عام 2008 ؛ في المكسيك (حيث كانت Mark LT هي السيارة الأكثر مبيعًا للعلامة التجارية) واصلت لينكولن مبيعات مارك LT حتى عام 2014.
خلال عام 2006 ، بدأت خطة إعادة الهيكلة The Way Forward (انظر أدناه) نافذة المفعول على شركة Ford Motor ، مع إنهاء إنتاج لينكولن LS. لتحل محل LS ، قدم لينكولن لينكولن زفير لعام 2006. في ما يمكن أن يكون أصغر سيدان لينكولن على الإطلاق ، تم اشتقاق Zephyr من سيارة Ford Fusion سيدان متوسطة الحجم. في محاولة لتمييز نفسها عن نظيراتها في فورد وميركوري ، قامت لينكولن زفير بتكييف عناصر التصميم من سيارات لينكولن في الماضي ، بما في ذلك شبكة مستطيلة عريضة (ستينيات وسبعينيات القرن الماضي) ، ومصابيح أمامية ملفوفة (أواخر الستينيات من القرن الماضي) ، ومزدوجة لوحة القيادة (أوائل الستينيات كونتيننتال).
في عام 2007 ، كجزء آخر من The Way Forward ، بدأ لينكولن في إعادة تسمية خط طرازه. نظرًا لأن فورد اعتبرت أن سلسلة لينكولن مارك تتمتع بدرجة عالية من الاعتراف بلوحة الاسم ، بدأ لينكولن في تقديم علامة تجارية "MK" مماثلة عبر تشكيلة الطراز. بالنسبة لعام 2007 ، تم تغيير اسم لينكولن زفير إلى لينكولن MKZ ("em-kay-zee") ، مع طرح سيارة لينكولن MKX ("em-kay-ex") كروس أوفر 2007. كان من المقرر أصلاً أن تصبح سيارة لينكولن أفياتور من الجيل الثاني ، وكانت MKX هي نظير لينكولن لسيارة فورد إيدج. إلى جانب لينكولن تاون كار ، لم يتم تضمين لينكولن نافيجيتور في إعادة تسمية MK ؛ بالنسبة لعام 2007 ، تم إعادة تصميمها جنبًا إلى جنب مع Ford Expedition ، مما يمثل أول ظهور لـ Navigator L. وللمرة الأخيرة ، تم إنتاج سلسلة Designer Series Lincoln ، حيث أوقف لينكولن الزخرفة على Town Car بعد عام 2007. تم إنتاجه فقط كسيارة السيارة الاختبارية ، كانت سيارة لينكولن MKR2007 بمثابة أول ظهور لسيارة Ford EcoBoost V6 .
لعام 2009 ، قدمت لينكولن أول سيارة سيدان كاملة الحجم جديدة بالكامل منذ عام 1980 ، لينكولن إم كيه إس. من المفترض أن يتم تشغيلها على مراحل كبديل للينكولن تاون كار ، كانت MKS هي نظير لينكولن لسيارة Ford Taurus . بنيت على شاسيه مشتق من فولفو ، كانت MKS أول لينكولن بالحجم الكامل مع دفع بالعجلات الأمامية (أو اختياري دفع رباعي) ؛ مشترك مع Ford Taurus SHO ، كان محرك V6 بشاحن توربيني مزدوج سعة 3.5 لتر خيارًا. مشتقة من مفهوم MKR 2007 ، تميزت MKS بظهور الإنتاج الأول للشبكة «المنقسمة» ، وهو عنصر تصميم مشابه لنكولن زفير في الثلاثينيات. بعد عام ، قدم القسم سيارة لينكولن MKT كروس أوفر SUV ، وهي نظيرة لسيارة Ford Flex. من خلال مشاركة هيكلها مع MKS ، كان حجم MKT بين MKX وقاعدة العجلات القياسية Navigator.

#### مجموعة بريمير أوتوموتيف والطريق إلى الأمام
مع دخول لينكولن القرن الحادي والعشرين ، مرت العلامة التجارية بتحول كبير داخل هيكل شركة فورد موتور. مع قيام فورد بتوسيع مقتنياتها العالمية من السيارات خلال الثمانينيات والتسعينيات ، استحوذت على جاكوار وأستون مارتن ولاند روفر وفولفو كارز. لإدارة ممتلكاتها العالمية من السيارات الفاخرة بشكل جماعي ، في عام 1999 ، نظمت شركة Ford مجموعة Premier Automotive (PAG). في نفس العام ، تم نقل إدارة لينكولن-ميركوري إلى المقر الأمريكي لشركة PAG ، إلى حد كبير في محاولة لهندسة وتسويق مركبات أكثر تنافسية للعلامة التجارية.
سيؤدي دمج لينكولن في PAG إلى العديد من التغييرات في المنتج داخل القسم. بعد الظهور الأول لسيارة LS الرياضية السيدان عام 2000 ، تم سحب لينكولن كونتيننتال في عام 2002. لتجنب تداخل الطراز الذي ابتلي به القسم قبل عقدين من الزمان ، اختار لينكولن تركيز الإنتاج على لينكولن تاون كار ، وهي واحدة من أكثر السيارات ربحًا في شركة فورد للسيارات. خلال عام 2002 ، كجزء من تغيير الإدارة ، تمت إزالة لينكولن-ميركوري من PAG ونقلها داخل المقر الرئيسي لشركة Ford Motor Company.
في عام 2005 ، طورت شركة فورد خطة إعادة الهيكلةThe Way Forward في محاولة للعودة إلى الربحية. من بين مرافق تجميع المركبات السبعة المقرر إغلاقها ، تم وضع Wixom Assembly (موطن جميع تجميعات لينكولن منذ عام 1957 ، باستثناء فرساي ، نافيجيتور ، بلاكوود ، ومارك LT) في المركز الثالث ، مع إعلان إغلاق في يونيو 2007.بعد عام نموذجي 2006 أقصر ، أنهى لينكولن LS الإنتاج. في البداية كان من المقرر إيقاف إنتاج لينكولن تاون كار بعد عام 2007 ، وتم نقل إنتاج لينكولن تاون كار إلى شركةسانت توماس في أونتاريو ، وتم دمجها مع فورد كراون فيكتوريا وميركوري جراند ماركيز. في عام 2011 ، انتهى إنتاج جميع المركبات الثلاث ، بالتزامن مع إغلاق ذلك المرفق.

### 2010s
بالنسبة لقسم لينكولن ، قدمت بداية العقد الأول من القرن الحادي والعشرين عددًا من التغييرات الهيكلية. بينما تم إنقاذ لينكولن وميركوري من قبل The Way Forward ، في عام 2010 ، أعلنت شركة فورد إغلاق ميركوري في نهاية العام ، مع إنتاج سيارة ميركوري النهائية في 4 يناير 2011. بعد 30 عامًا من الإنتاج كخط نموذج مميز ( و 41 عامًا باعتبارها لوحة اسم لنكولن) ، أنهت لينكولن تاون كار تشغيلها في عام 2011 ، بالتزامن مع إغلاق سانت توماس الجمعية في أونتاريو. على عكس لينكولن تاون كار ذات محرك V8 ، لعام 2011 ، قدم لينكولن MKZ هايبرد ، وهو نظير لسيارة Ford Fusion Hybrid. أول سيارة لينكولن هجينة ، كانت MKZ Hybrid أول سيارة لينكولن مجهزة بمحرك رباعي الأسطوانات. بعد التوقف عن سيارة Town Car السيدان ، استمر لينكولن في استخدام لوحة اسم Town Car ، مضيفًا إياها إلى طرازات الليموزين والكسوة في لينكولن MKT. جنبا إلى جنب مع تعديلات الهيكل للاستخدامات الشاقة ، تتميز MKT Town Car بمقاعد خلفية معدلة ، مع إزالة مقعد الصف الثالث لتوفير مساحة إضافية للأمتعة ومساحة للأرجل في الصف الثاني.
لتعكس نهاية اقتران قسم لينكولن وميركوري (من 1945 إلى 2010) ، في ديسمبر 2012 ، تم تغيير الاسم الرسمي لنكولن إلى شركة لينكولن موتور (اسمها قبل عام 1940). وللمساعدة في تمييز سيارات لينكولن عن نظيراتها من فورد ، أنشأت فورد فرق تصميم وتطوير منتجات ومبيعات منفصلة لنكولن.   في تحول تسويقي ، بدأ لينكولن في استهداف «عملاء الرفاهية التقدميين». مشتري السلع الفاخرة الذين يبحثون عن سيارة لمصلحتهم الخاصة فقط وتجنب التباهي تمامًا.
كجزء من إعادة تسمية العلامة التجارية لعام 2012 ، بالنسبة لعام 2013 ، خضع خط طراز لينكولن للعديد من مراجعات التصميم ، على رأسها إصدار الجيل الثاني من MKZ. مع الاحتفاظ بالقواسم المشتركة مع Ford Fusion (تم تجديد علامة Ford Mondeo ) ، تكيفت MKZ مع مظهر خارجي متميز من نظيراتها فيوجن / مونديو (لم يتغير تقريبًا عن سيارة لينكولن الاختبارية التي تم إصدارها في عام 2012).  خضع كل من MKS و MKT لمراجعات خارجية وداخلية ، معتمدين على تصميم الشبك الأمامي «القوس الجناح» لـ MKZ. خلال هذا الوقت أيضًا ، قدم لينكولن تسميات جديدة لمستوى القطع ، Premiere و Select و Reserve على MKZ. سيتم في النهاية توسيع استخدام أسماء القطع هذه إلى طرازات لينكولن الأخرى.
منذ عام 2014 ، قام لينكولن بتعيين ماثيو ماكونهيك متحدث باسم العلامة التجارية ؛ ظهر ماكونهي في الإعلانات التجارية للعديد من منتجات لينكولن في السنوات الست الماضية.
في عام 2015 ، قدمت لينكولن سيارتي دفع رباعي جديدتين ، مع سيارة لينكولن MKC كروس أوفر المدمجة الجديدة كليًا (المستمدة من Ford Kuga / Ford Escape) لتصبح أول لينكولن يتم إنتاجها فقط بمحركات رباعية الأسطوانات. خضعت لينكولن نافيجيتور لمراجعة شاملة ، إلى حد كبير لمعاينة المشترين لإعادة تصميمها لعام 2018. إلى جانب التحديثات الخارجية والداخلية الشاملة ، اعتمدت Navigator محرك V6 مزدوج الشاحن التوربيني سعة 3.5 لتر من Ford F-150 كمحركها القياسي ، ليصبح أول إصدار من Navigator بدون محرك V8.
بعد الاستقبال الإيجابي لسيارة 2015 الاختبارية التي تحمل الاسم نفسه ، أعادت لينكولن إحياء لوحة لينكولن كونتيننتال لعام 2017 (بعد توقف دام 15 عامًا). تم تكييف كونتيننتال كبديل عن لينكولن إم كيه إس ، وقد تم تكييفه من نسخة فورد توروس المصممة للصين. على الرغم من كونها أقصر قليلاً من MKS ، إلا أن كونتيننتال هي أطول قاعدة عجلات لينكولن منذ سيارة تاون كار. قدم خط الطراز الذي تم إحياؤه لغة تصميم جديدة لنكولن ؛ بالانتقال بعيدًا عن الشبكة ذات الجناحين المنقسمين ، قدمت كونتيننتال شبكة مستطيلة مجوفة. كانت سيارة كونتيننتال التي تم إحياؤها بمثابة الظهور الأول لبرنامج لينكولن «بلاك ليبل» لجميع سيارات لينكولن. كخط تقليم رئيسي ، تتميز سيارات Black Label بمواضيع تصميم خارجي وداخلي منسقة بشكل خاص (على غرار إصدارات Designer من سلسلة Mark) ،
بالنسبة لعام 2018 ، بعد 11 عامًا من الإنتاج السابق لها ، أصدرت لينكولن الجيل الرابع من Navigator. من خلال دمج الشبك المستطيل المجوف لسيارة كونتيننتال في شكلها الخارجي ، تتميز نافيجيتور عن فورد إكسبيديشن إلى حد كبير من المصابيح الخلفية وأعمدة السقف السوداء (تشترك في تصميم «السقف العائم» لفورد فليكس وفورد إكسبلورر). بسعر أساسي يبلغ 95000 دولار ، تعد سيارة لينكولن نافيجيتور إل بلاك ليبل أغلى سيارة بيعت من قبل شركة فورد موتور (باستثناء سيارات فورد جي تيالخارقة). خضعت لينكولن MKZ لعملية إعادة تصميم في منتصف الدورة ، حيث اعتمدت تصميم الشبكة ومحرك V6 بشاحن توربيني مزدوج في لينكولن كونتيننتال.
بالنسبة لعام 2019 ، تم توسيع نطاق التقاعد الخاص بنظام التسمية "MK" ، حيث خضعت MKX لتحديث منتصف الدورة ، لتصبح Lincoln Nautilus .  احتفالًا بالذكرى الثمانين للوحة كونتيننتال ، كشفت لينكولن النقاب عن إصدار Coach Door Edition للذكرى الثمانين ، وهو ما يمثل أول ظهور لقاعدة عجلات طويلة لينكولن كونتيننتال. أنتج المصنع الأول لينكولن التي بيعت بسعر أساسي يزيد عن 100000 دولار ، وكان البديل بمثابة إحياء لتكوين الباب الخلفي المفصلي (بعد غياب دام 40 عامًا). تم إيقاف MKT (بما في ذلك إصدار MKT Town Car) في عام 2019 ، مما يمثل الاستخدام النهائي للوحة اسم Town Car.

### 2020s
بالنسبة لعام 2020 ، خضع خط طراز لينكولن لمزيد من التوسع ، مع عودة أفياتور SUV متوسطة الحجم (مرة أخرى نظير فورد إكسبلورر) ؛ تقدم أفياتور التي تم إحياؤها أول نظام كهربائي هجين في سيارة لينكولن الرياضية متعددة الاستخدامات. يتم تقديم كونتيننتال كونتيننتال بقاعدة عجلات طويلة كنموذج إنتاج عادي فقط في بلاك ليبل. تم استبدال MKC بـ Lincoln Corsair ، وبقيت نظيرًا لـ Ford Escape / Kuga. وفي عام 2020 أيضًا ، أعلنت لينكولن أنها ستنهي إنتاج سيارات كونتيننتال و MKZ بحلول نهاية العام بسبب شعبية سيارات الدفع الرباعي.

## التوزيع في جميع أنحاء العالم

### آسيا
سيارات لينكولن متوفرة في كوريا الجنوبية. يُباع معظم خط الإنتاج ولكن لم يتم تقديم لينكولن نافيجيتور إلى البلاد. تم تسويق لينكولن في اليابان قبل عام 2016 ، عندما أنهت شركة فورد عملياتها في اليابان.

#### أستراليا ونيوزيلندا
لم تكن علامة لينكولن موجودة في أستراليا ونيوزيلندا. وبدلاً من ذلك ، تمت خدمة المنطقة بالكامل بواسطة سيارات مصممة محليًا ومصنعة ، بما في ذلك طرازات القطاعات الفاخرة ، من قبل شركة فورد أستراليا .

#### الصين
في التسعينيات والعقد الأول من القرن الحادي والعشرين ، أنتجت Hongqi نسخة مبنية من الترخيص من سيارة لينكولن تاون كار ، استنادًا إلى مجموعات التدميرالمستوردة من الولايات المتحدة.  في محاولة لتطوير خليفة لـ Hongqi CA770 ، تم إعادة تصميم أطقم Town Car مع رفارف أمامية مختلفة ، ومصابيح أمامية ، ومصابيح خلفية ، وشبكة. جنبا إلى جنب مع سيارة سيدان ذات قاعدة عجلات قياسية ، تم إنتاج ثلاثة أطوال من سيارات الليموزين ، جنبًا إلى جنب مع نموذج Hongqi CA7400 الأولي.
في عام 2014 ، جلبت شركة Ford Motor Company علامة لينكولن التجارية إلى الصين ، حيث أطلقت العلامة التجارية مع MKZ سيدان متوسطة الحجم و MKC SUV الصغيرة.  بحلول نهاية عام 2016 ، كان لينكولن يعتزم إنشاء شبكة من 60 وكالة في 50 مدينة ، وبيع MKZ و Continental و MKC و MKX و Navigator.  زادت مبيعات 2016 بنسبة 180٪ مقارنة بالعام السابق ، حيث تخطط لينكولن لإنتاج سيارات في الصين بحلول عام 2019.  لجذب المستهلكين الصينيين ، قدمت لينكولن «طريق لينكولن» ، وهو نموذج لشراء السيارات وملكيتها يوفر شخصية عالية خدمات للعملاء.
29 مارس 2020 ، تم إطلاق أول Chang'an Lincoln Corsair في الصين في مصنع Chang'an Ford في Chongqing.

### أوروبا
لا تقوم شركة Ford of Europe بتسويق علامة لينكولن التجارية. للتنافس ضد السيارات ذات العلامات التجارية الفاخرة ، يتم تسويق شركة Vignale الإيطالية لصناعةالمركبات (التي استحوذت عليها شركة Ford في عام 1973) من قبل Ford of Europe كعلامة تجارية فرعية باعتبارها أعلى طراز في Fiesta و Focus و Mondeo و Kuga و Edge و S-Max .

### الشرق الأوسط
تتوفر سيارات لينكولن أيضًا في العديد من دول الشرق الأوسط ، بما في ذلك المملكة العربية السعودية والإمارات العربية المتحدة وقطر وعمان والكويت والبحرين.

### أمريكا الشمالية
تُباع سيارات لينكولن في الولايات المتحدة وكندا والمكسيك.

## مبيعات
حقق لينكولن اثنين من أفضل سنوات المبيعات في الولايات المتحدة حتى الآن في عام 1989 (200315) و 1990 (231660)، وذلك بفضل شعبية القاري إعادة تصميمها، وعرض في ديسمبر 1987، ومن تاون كار إعادة تصميم وعرض في أكتوبر 1989.

## تاريخ العلامة التجارية
منذ عام 1958 ، استخدمت لينكولن نجمة مؤطرة بأربعة رؤوس كشعار لعلامتها التجارية. تم تقديم النجم ذي النقاط الأربع في Continental Mark II في عام 1956 ، وقد خضع لتعديلات مختلفة في المظهر ، لكنه ظل دون تغيير تقريبًا منذ عام 1980.
في عام 1927 ، تبنى لينكولن كلب السلوقي كزخرفة للغطاء ، استخدم في الثلاثينيات. كبديل للكلب السلوقي ، تبنى لينكولن زخرفة غطاء خوذة فارس ، استخدمت قبل الحرب العالمية الثانية. على الواجهة الأمامية ، تبنى لينكولن شعار النبالة بصليب أحمر. بعد الحرب ، تبنى لينكولن زخرفة على شكل غطاء محرك السيارة حتى اعتماد النجم ذي الأربع نقاط من مارك الثاني.
تم تقديم شارة نجمة الشبكة الأمامية المضيئة لأول مرة في نافيجيتور 2018.

### شعارات
- سافر جيدًا
- يا لها من سيارة فاخرة يجب أن تكون
- الفخامة الأمريكية
- أذكى من الرفاهية (2010) [23]
- رحلة هادئة (2018) [24]

## خط النموذج الحالي
| نموذج             | الفئة                                    | سنوات                 |
| ----------------- | ---------------------------------------- | --------------------- |
| لينكولن نافيجيتور | سيارة دفع رباعي كاملة الحجم              | 1998 إلى الوقت الحاضر |
| لينكولن نوتيلوس   | سيارات الدفع الرباعيمتوسطة الحجم من صفين | 2019 إلى الوقت الحاضر |
| لينكولن أفياتور   | متوسطة الحجم كروس أوفربثلاثة صفوف        | 2020 إلى الوقت الحاضر |
| لينكولن كورسير    | كروس أوفر مدمجة                          | 2020 إلى الوقت الحاضر |

## رياضة السيارات
على الرغم من كونه قسمًا فاخرًا ، لم يكن لينكولن غائبًا عن رياضة السيارات. مثل جميع العلامات التجارية الأمريكية في الخمسينيات من القرن الماضي ، شارك لينكولن في سلسلة Grand National Stock Car التابعة لناسكار ، وفاز بالسباق الأول في تلك السلسلة. سيستمرون في ناسكار حتى عام 1953. تم اختبار لينكولن مارك الثامن فيشارلوت موتور سبيدواي في عام 1996 كبديل محتمل لفورد ثندربيرد المتوقفة ، ولكن تم رفض السيارة من قبل ناسكار بسبب نقص اختبار نفق الرياح وليس الحصول على الأرقام التسلسلية للأجزاء للتأكد من أنها مكونات مخزون ، بالإضافة إلى عدم رغبة فورد في إعطاء لينكولن صورة السباق ؛ استبدلت فورد في النهاية ثندربيرد بفورد توروس .
شاركت Continental Mark VII في سباقات Trans-Am Series عامي 1984 و 1985 دون نجاح ، وكانت أفضل نتيجة هي حصولها على المركز التاسع (في سباق Watkins Glen Trans-Am لعام 1984  ).
قام لينكولن أيضًا بتشغيل Le Mans Prototypes ، ليكون بديلاً عن Ford ، في سلسلة Le Mans الأمريكية.

## سيارات الرئاسة
خلال القرن 20، أنتجت لينكولن عدة سيارات ليموزين الدولة الرسمية ل رؤساء الولايات المتحدة ، من فرانكلين روزفلت إلى جورج بوش الأب. إلى جانب إنتاج أول سيارة ليموزين رئاسية مصممة لهذا الغرض ، أنتج لينكولن اثنتين من أولى المركبات المدرعة للاستخدام الرئاسي.
حصلت الحكومة على سيارة لينكولن موديل K V12 القابلة للتحويل عام 1939 (مع هيكل برون) لاستخدام فرانكلين دي روزفلت . نتيجة لسقفها القابل للتحويل (للسماح للرئيس بالظهور وسط الحشود دون الخروج من السيارة) ، قامت لينكولن بتكييف اسم " Sunshine Special ". في عام 1942 ، كرد فعل لبداية الحرب العالمية الثانية ، صنعت Sunshine Special درعًا وزجاجًا مقاومًا للرصاص ؛ ظل السقف القابل للسحب قيد الاستخدام. بعد نتيجة الترقيات الأمنية ، توسعت Sunshine Special إلى 9،300 جنيه إسترليني. بعد السفر عبر الولايات المتحدة من أجل إدارتي روزفلت وترومان ، تقاعد صن شاين سبيشال في عام 1948. واليوم ، يتم عرض صن شاين سبيشال في متحف هنري فورد فيديربورن ، ميشيغان .
كبديل عن Sunshine Special ، في عام 1950 ، استأجر البيت الأبيض 10 سيارات من طراز لينكولن كوزموبوليتان عام 1950 (9 سيارات سيدان وواحدة قابلة للتحويل) ،بجسم شركة Henney Motor مع ترقيات أمنية من Hess & Eisenhardt. لعام 1954 ، أمر الرئيس أيزنهاوربسقف زجاجي قابل للإزالة يتم تركيبه على سيارة كوزموبوليتان المكشوفة التي يبلغ طولها 20 قدمًا ، مع تكييف السيارة مع لقب "Bubble Top". جنبا إلى جنب مع الإدارات ترومان وأيزنهاور، فإن لينكولن الرحالة نرى استخدامها من قبل الرؤساء جون كينيدي و ليندون جونسون (مرة واحدة)، مع «فقاعة الأعلى» تقاعد في عام 1965.
في عام 1961 ، بدأ الرئيس كينيدي في استخدام سيارة لينكولن كونتيننتال قابلة للتحويل تم تعديلها عام 1961 ، بجسم Hess & Eisenhardt من سينسيناتي ، أوهايو. كانت لينكولن ، التي تحمل الاسم الرمزي SS-100-X ، سيارة مفتوحة ، مصممة بمجموعة من الأسطح القابلة للتبديل ، بما في ذلك الجزء العلوي باللون الأسود الرسمي ، وأقسام سقف شبكي ، وأعلى تارغا من الفولاذ المقاوم للصدألمقصورة السائق. في المسيرات الرئاسية ومواكب السيارات ، كانت سيارة الليموزين تُستخدم غالبًا كسيارة مفتوحة (لتجنب الضغط على نظام التبريد). في التكوين المفتوح ،اغتيل جون ف. كينيديفي نوفمبر 1963. بعد اغتيال كينيدي ، تم التحقيق مع SS-100X للحصول على أدلة. في أوائل عام 1964 ، تم إطلاق السيارة لشركة Hess & Eisenhardt ، وأعيد تصنيعها بشكل فعال. تميّز SS-100X بالتحول من اللون الأزرق الداكن إلى الطلاء الأسود والتركيب الدائم للسقف ، وقد خضع لتعديلات أمنية مكثفة ، مضيفًا طلاءًا مدرعًا وزجاجًا مضادًا للرصاص. تقاعدت من خدمة الخطوط الأمامية في عام 1967 ، وظلت سيارة الليموزين لعام 1961 في الخدمة حتى عام 1977 ، والتي استخدمها الرؤساء جونسون وريتشارد نيكسون وجيرالد ر. فورد وجيمي كارتر. يتم عرض SS-100X في متحف هنري فورد في ديربورن ، ميشيغان ، إلى جانب صن شاين سبيشال.
خلال الستينيات ، إلى جانب SS-100X ، استخدمت إدارة جونسون العديد من سيارات لينكولن: بما في ذلك ثلاث سيارات ليموزين من طراز لينكولن كونتيننتال إكزكيوتيف لعام 1965 (اثنان استخدمهما الرئيس ؛ استخدم أحدهما وزير الدفاع روبرت ماكنمارا ) وسيارة ليموزين لينكولن الممتدة عام 1968 ، وهذه الأخيرة هي معروض في مكتبة ومتحف ليندون بينز جونسون في أوستن ، تكساس .
بالنسبة لإدارة ريتشارد نيكسون ، كلف البيت الأبيض سيارة ليموزين تابعة للولاية على أساس سيارة لينكولن كونتيننتال عام 1969 ، بجسم ليمان بيترسون من شيكاغو ، إلينوي.أثناء اعتماد الطلاء المدرع والزجاج المضاد للرصاص وميزات الأمان الأخرى لـ SS-100X مرة أخرى ، للسماح للرئيس بالوقوف في وضع مستقيم والترحيب بالمكونات من الموكب ، تمت إضافة فتحة سقف إلى السيارة فوق مقصورة الركاب الخلفية. كانت السيارة التي استخدمها الرئيس نيكسون حتى عام 1974 موجودة في مكتبة نيكسون في يوربا ليندا ، كاليفورنيا.
تم تطويره للولاية الثانية لإدارة نيكسون ، في عام 1974 ،حلت إدارة جيرالد فورد محل سيارة كونتيننتال عام 1969 بسيارة ليموزين لينكولن كونتيننتال المدرعة عام 1972.نتيجة لطلاء الدروع والتحديثات الأمنية ، تم تمديد طراز كونتيننتال عام 1972 إلى 22 قدمًا ، ووزنه حوالي 13000 رطل. المستخدمة من قبل جيرالد فورد، جيمي كارتر ، و رونالد ريغان ، 1972 القاري لديها سمعة سيئة مماثلة إلى SS-100X، مع وجودها في محاولتي اغتيال الرئاسية. في عام 1975 ، هرعت سيارة الليموزين جيرالد فورد بعيدًا أثناء محاولة اغتياله من سارة جين مور . وفي عام 1981، أصيب رونالد ريغان في جون هينكلي جونيورالصورة محاولة اغتيال. بينما لم يصب مباشرة برصاصة من هينكلي ، أصيب ريغان برصاصة أصابت الدرع المثبت على جانب السيارة ، وارتدت من السيارة. اليوم ، السيارة معروضة في متحف هنري فورد إلى جانب صن شاين سبيشال و SS-100-X.

آخر سيارة لينكولن استُخدمت كسيارة رئاسية للولاية هيسيارة لينكولن تاون كار لعام 1989 بتكليف من جورج إتش دبليو بوش . تماشياً مع سلفها كاديلاك فليتوود بروجهام1983 ، تم رفع خط سقف سيارة تاون كار عدة بوصات لاستيعاب سماكة الزجاج المضاد للرصاص (مع الحفاظ على الرؤية الخارجية). للتعامل بشكل أفضل مع وزن الطلاء المدرع وترقيات الأمان ، تمت ترقية مجموعة نقل الحركة إلى شاحنة بيك آب F-250 ، واستلام 7.5 لتر V8 وناقلحركة أوتوماتيكي 4 سرعات E4OD . اليوم ، السيارة معروضة في مكتبة جورج بوش الرئاسيةفي كوليج ستيشن ، تكساس. منذ عام 1993 ، استخدمت الخدمة السرية سيارات الليموزين المشتقة من سيارات كاديلاك كسيارة دولة رئاسية.

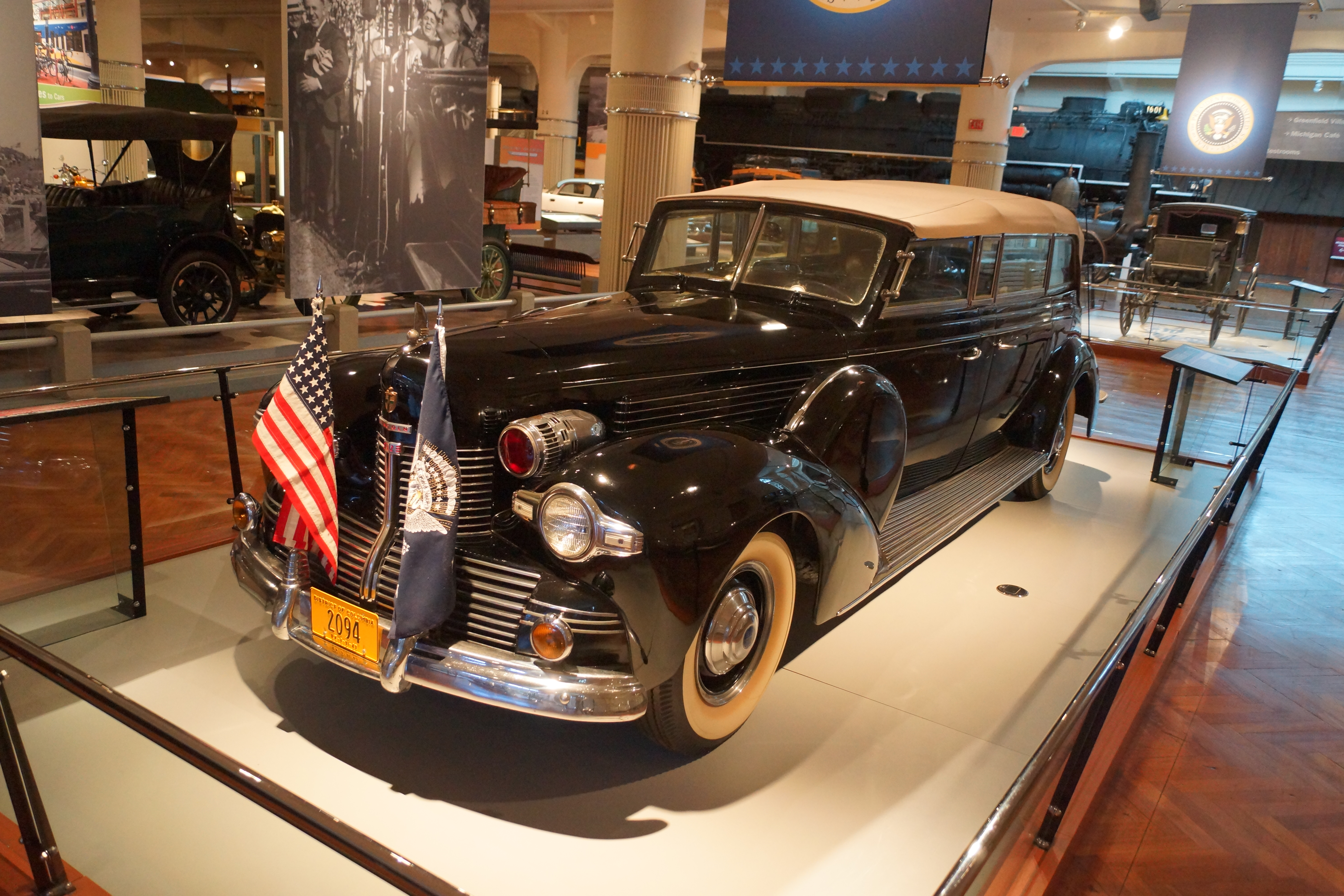
"Sunshine Special  [لغات أخرى]‏", 1939 Lincoln Model K convertible/Brunn body
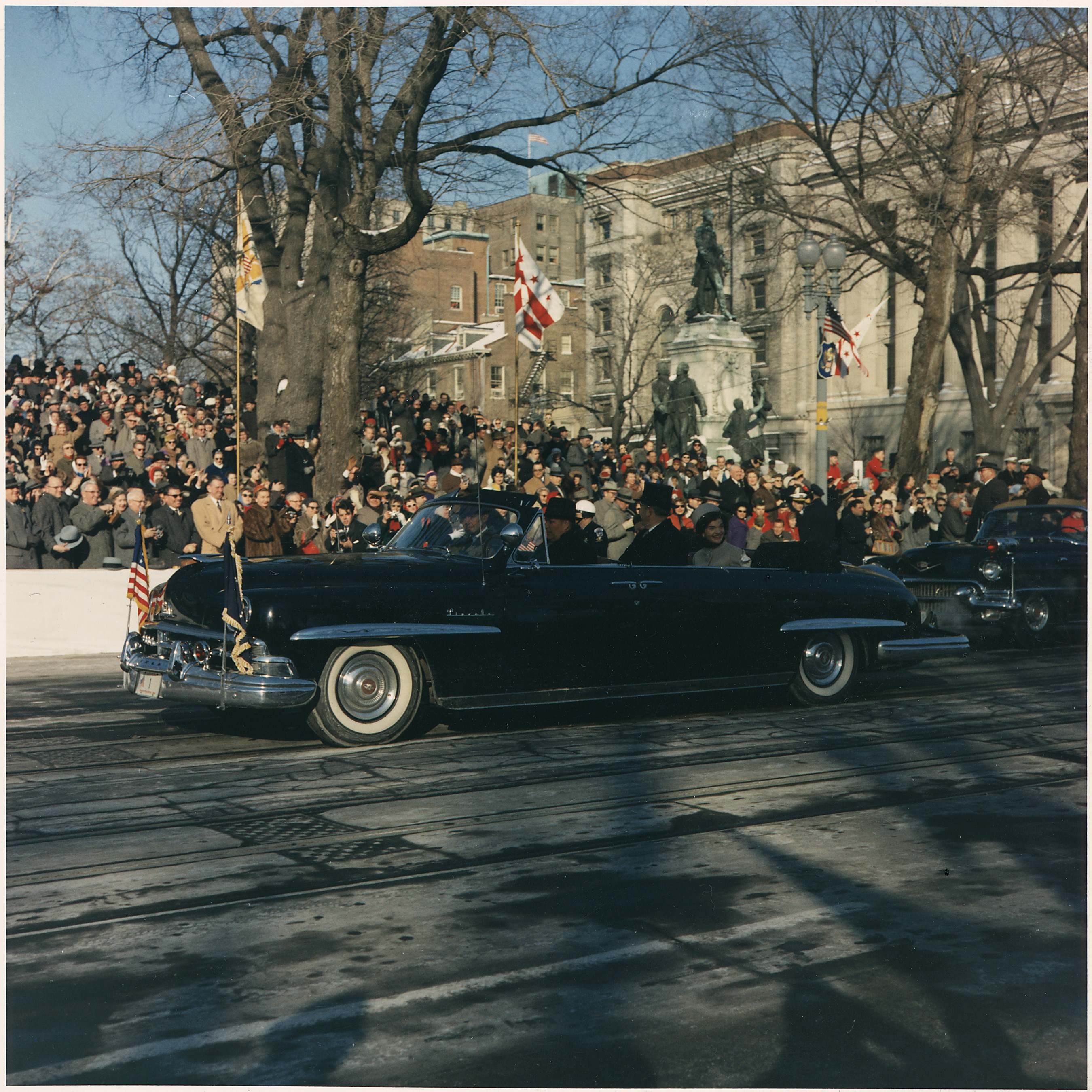
1950 Lincoln Cosmopolitan convertible (John F. Kennedy inaugural parade)
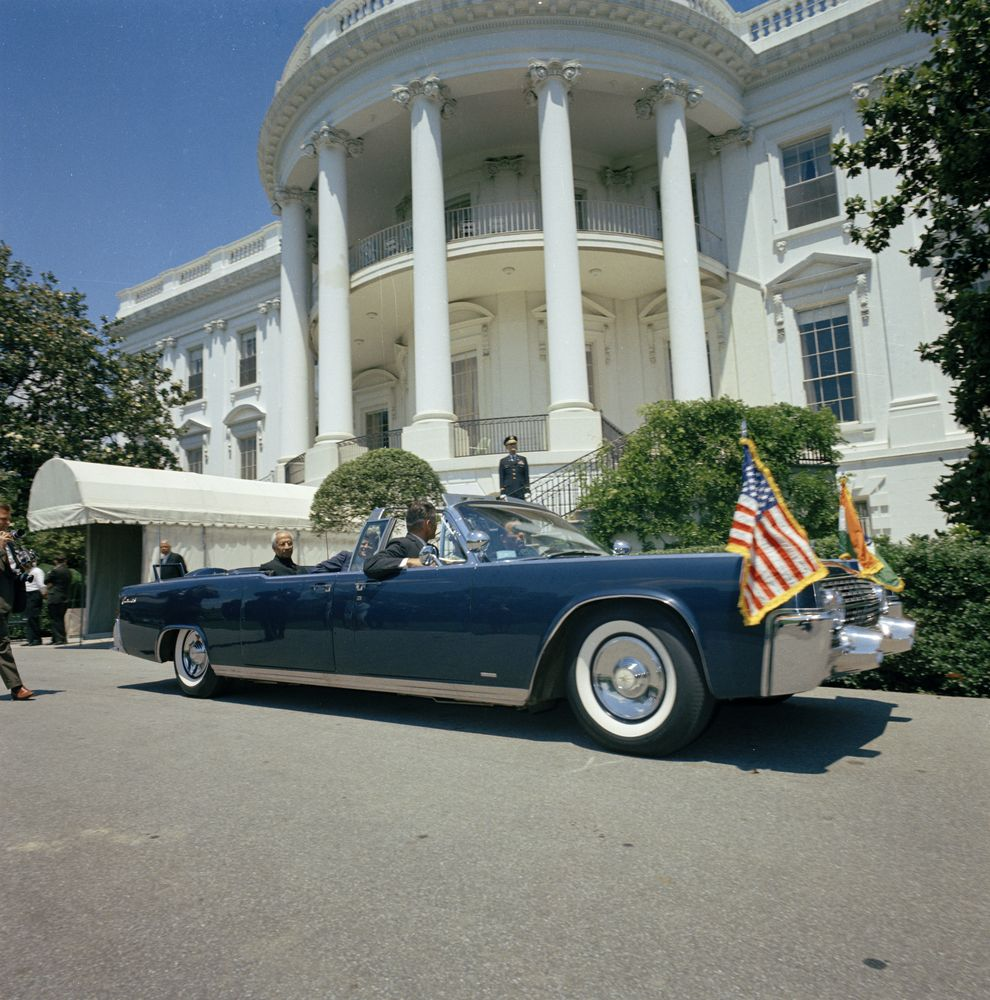
SS-100X (1961 Lincoln Continental convertible) parked in front of White House, June 1963
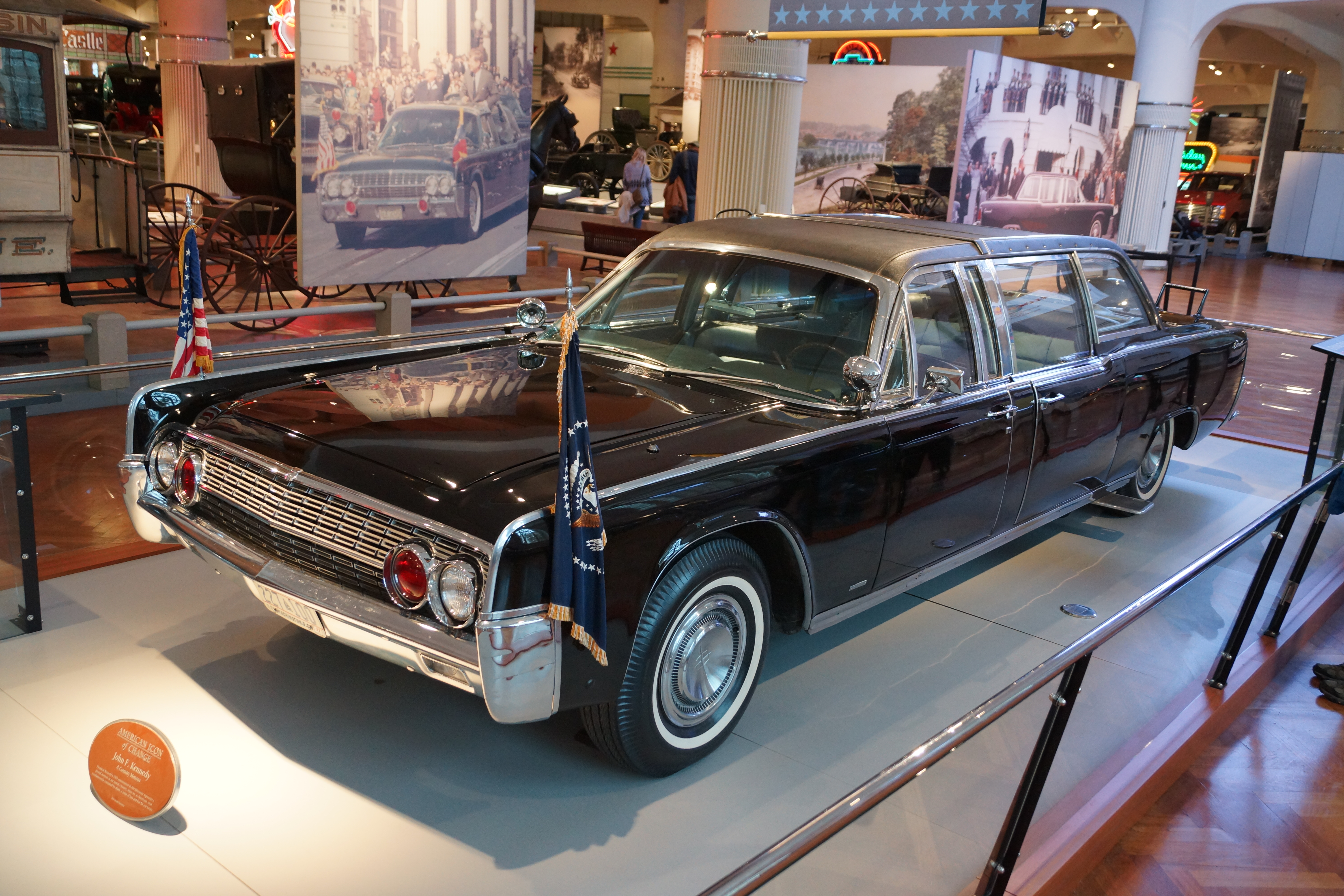
سيارة رئاسة الجمهورية  [لغات أخرى]‏, 1961 Lincoln Continental convertible, shown after permanent top conversion

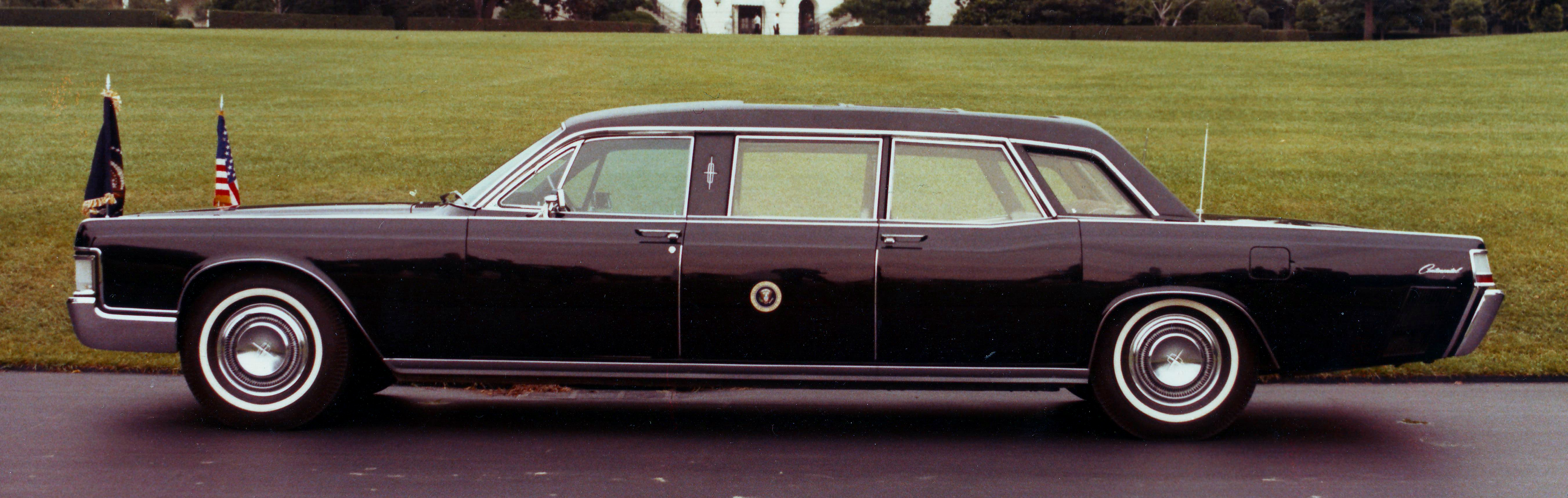
1969 Lincoln Continental limousine
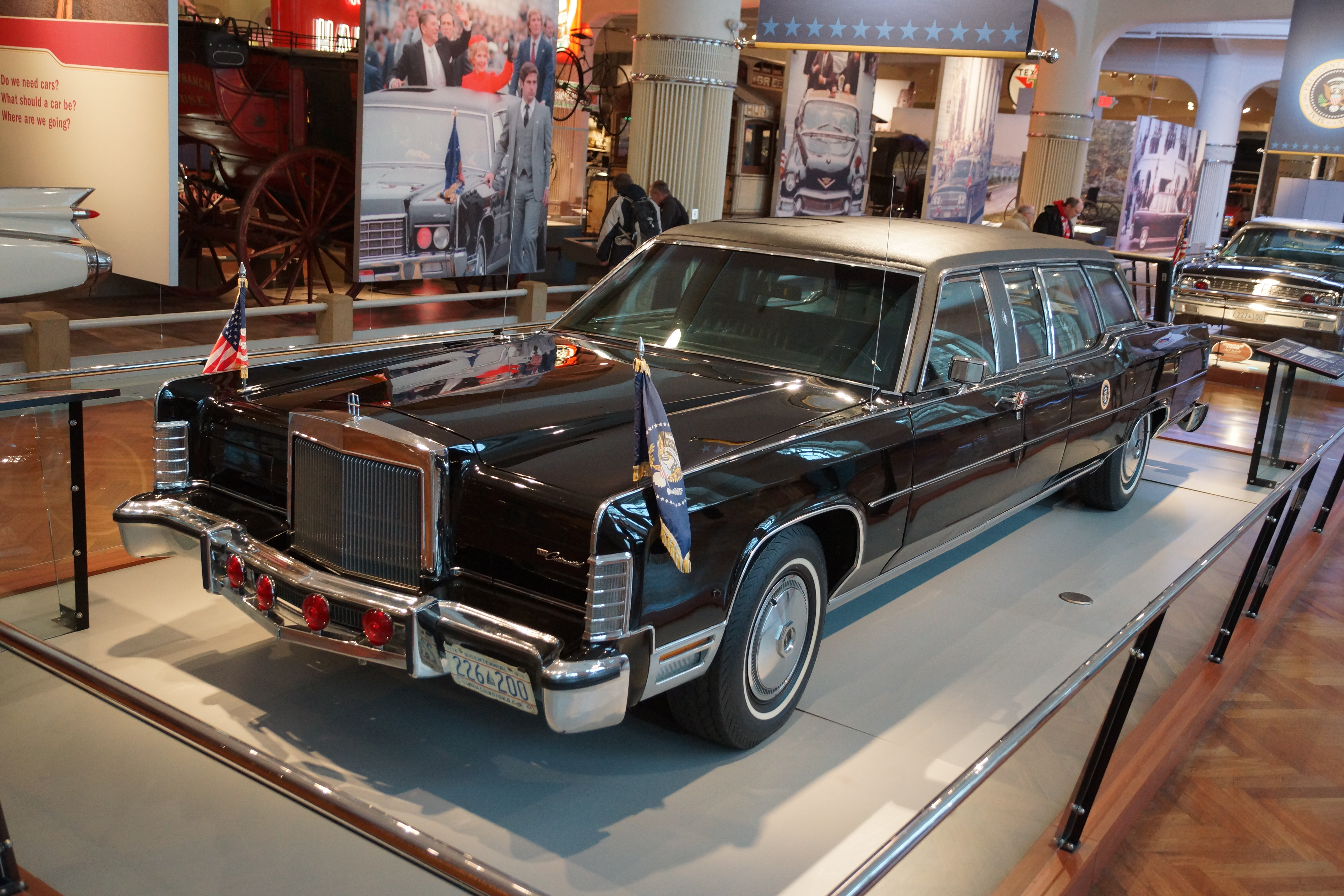
1972 Lincoln Continental limousine
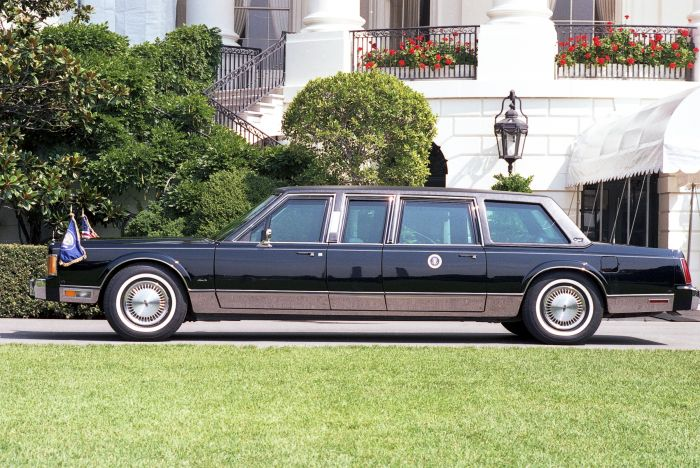
1989 Lincoln Town Car limousine

## معرض صور

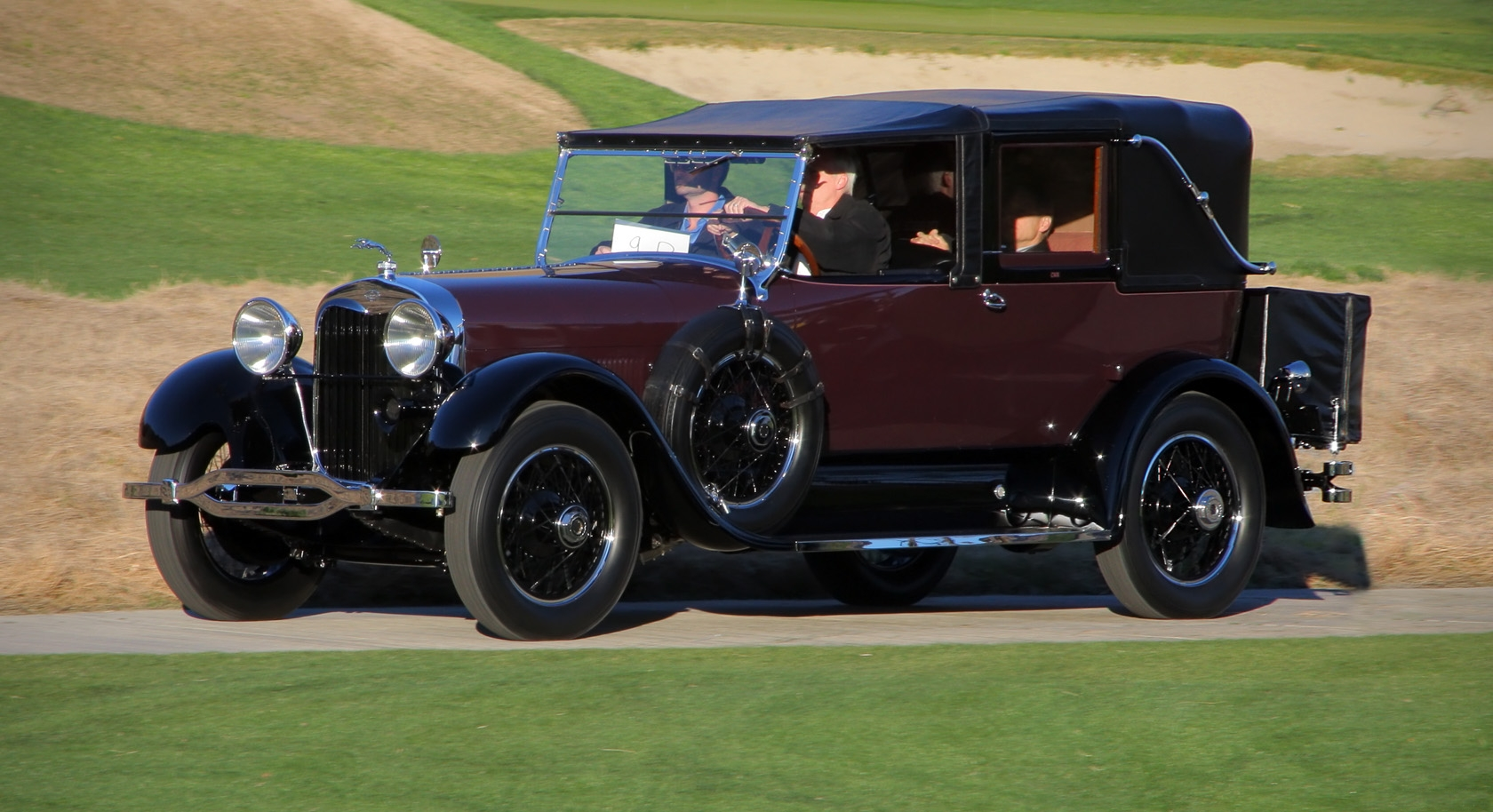
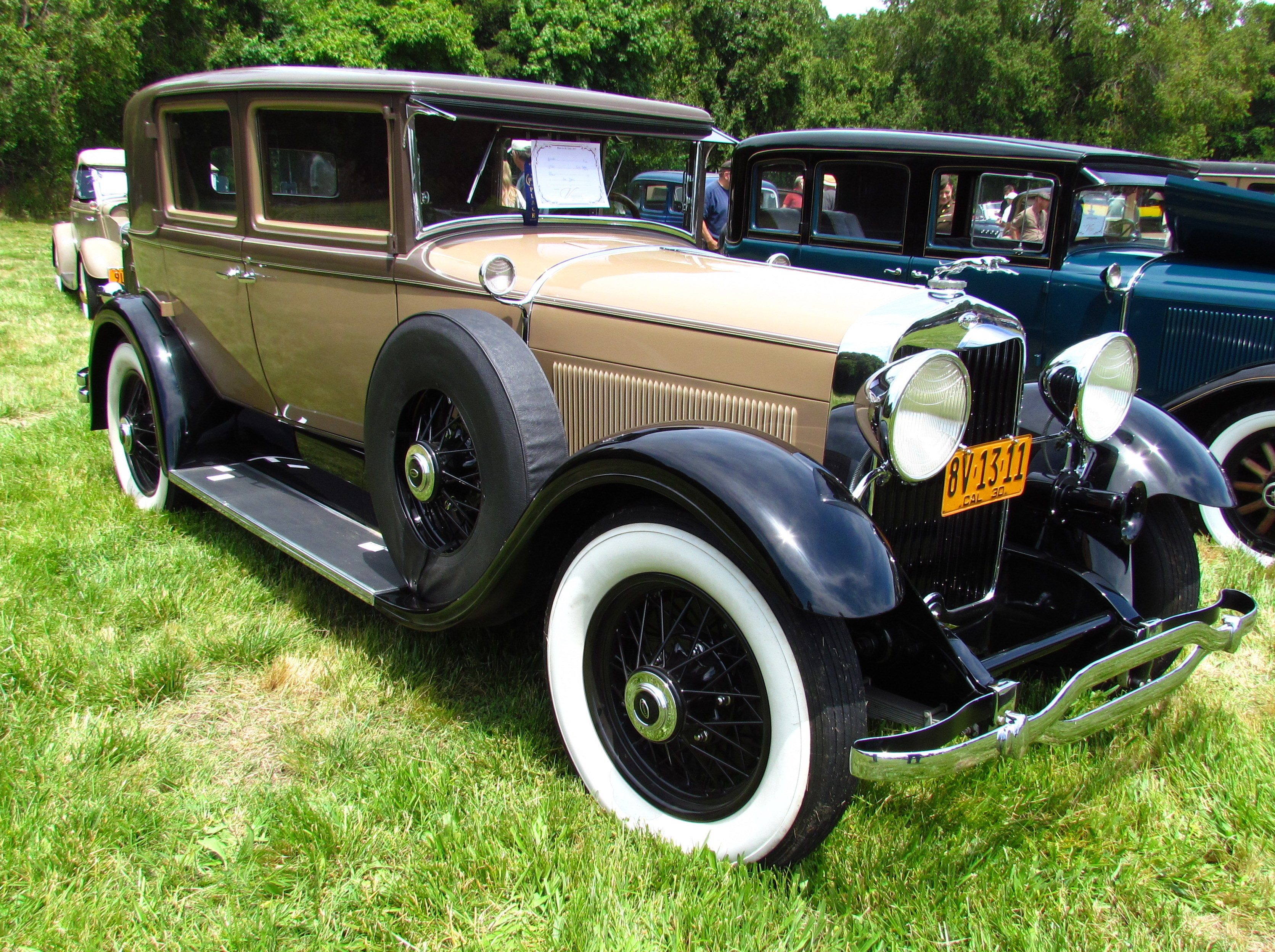
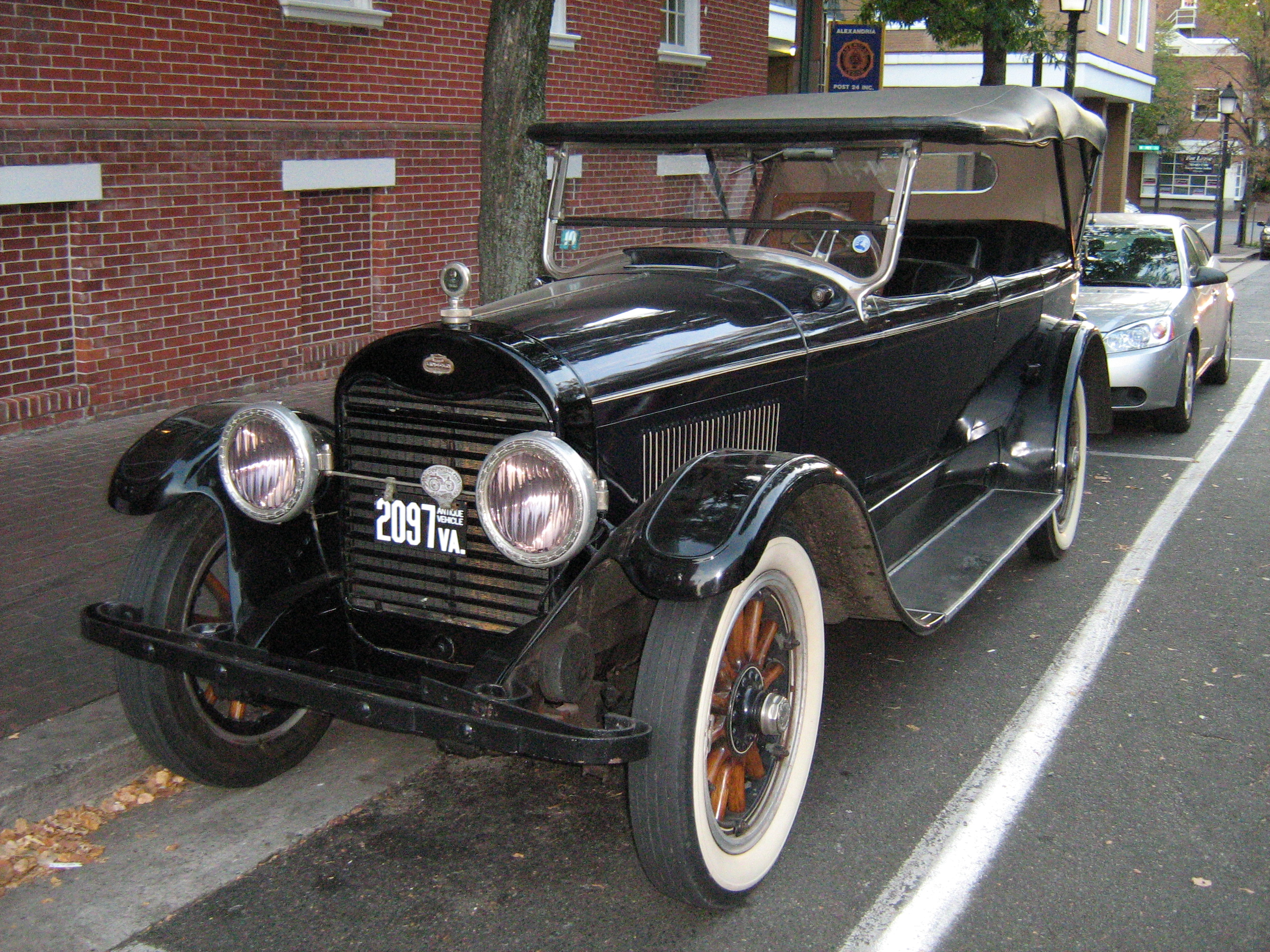
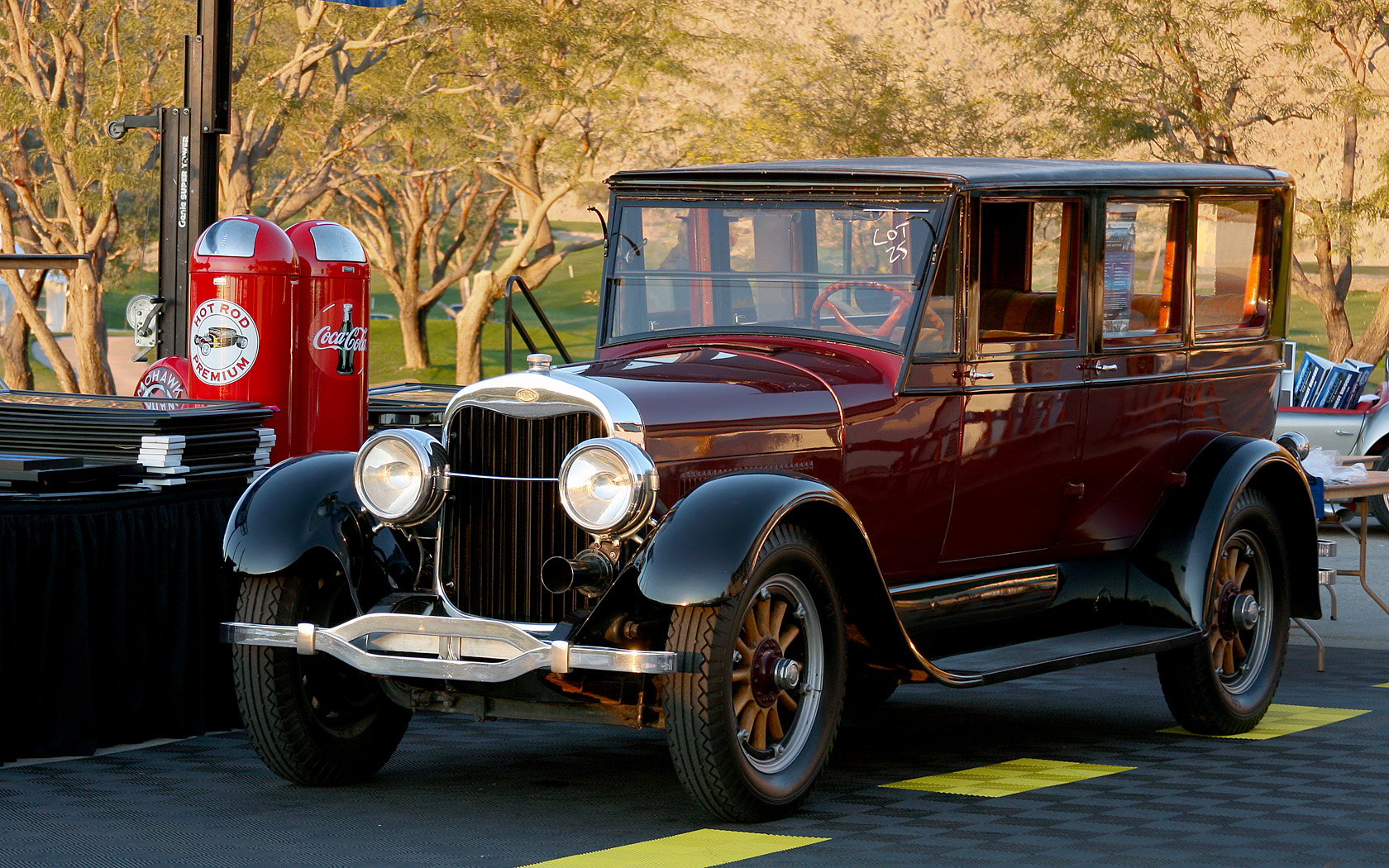

## الطرازات الحالية
| طراز                     | الفئة                       | سنوات           | مرجع   |
| ------------------------ | --------------------------- | --------------- | ------ |
| Lincoln Navigator        | سيارة رياضية متعددة الأغراض | (1998–حتى الآن) | [ 26 ] |
| لينكولن MKX              | كروس أوفر (سيارة)           | (2007–حتى الآن) | [ 26 ] |
| Lincoln MKZ              | سيارة متوسطة الحجم          | (2007–حتى الآن) | [ 26 ] |
| Lincoln MKT/MKT Town Car | كروس أوفر (سيارة)           | (2010–حتى الآن) | [ 26 ] |
| Lincoln MKC              | كروس أوفر (سيارة)           | (2015–حتى الآن) |        |
| لينكولن كونتينتال        | سيارة عائلية كبيرة          | (2017–حتى الآن) |        |

## روابط خارجية
- الموقع الرسمي
- Lincoln على مشروع الدليل المفتوح
- Website of Lincoln Presidential Limousines نسخة محفوظة 22 ديسمبر 2007 على موقع واي باك مشين.

قالب:Ford Motor Company